# ギュスターヴ・カイユボット
ギュスターヴ・カイユボット（Gustave Caillebotte, 発音: [ɡystav kɑjbɔt], 1848年8月19日 - 1894年2月21日）は、フランスの画家、絵画収集家。画家としては写実主義的な傾向が強いが、第2回以降の印象派グループ展の開催に経済的・精神的に大きく貢献し、自らもグループ展に作品を出品したことから、印象派の画家として挙げられるのが通例である。

## 生涯

### 生い立ち
ギュスターヴ・カイユボットは、1848年、パリの上流階級の家庭に生まれた。父マルシャル・カイユボット（1799-1874年）は、軍服製造業を継いで経営するとともに、セーヌ県の商業裁判所の裁判官でもあった。父は、妻と2度死別した後、セレステ・ドフレネ（1819-1878年）と結婚し、彼女との間にギュスターヴが生まれた。その後、弟のルネ（1851-1876年）とマルシャル（1853-1910年）が生まれた。生家はパリ10区のフォーブル・サン・ドニ通りであった。

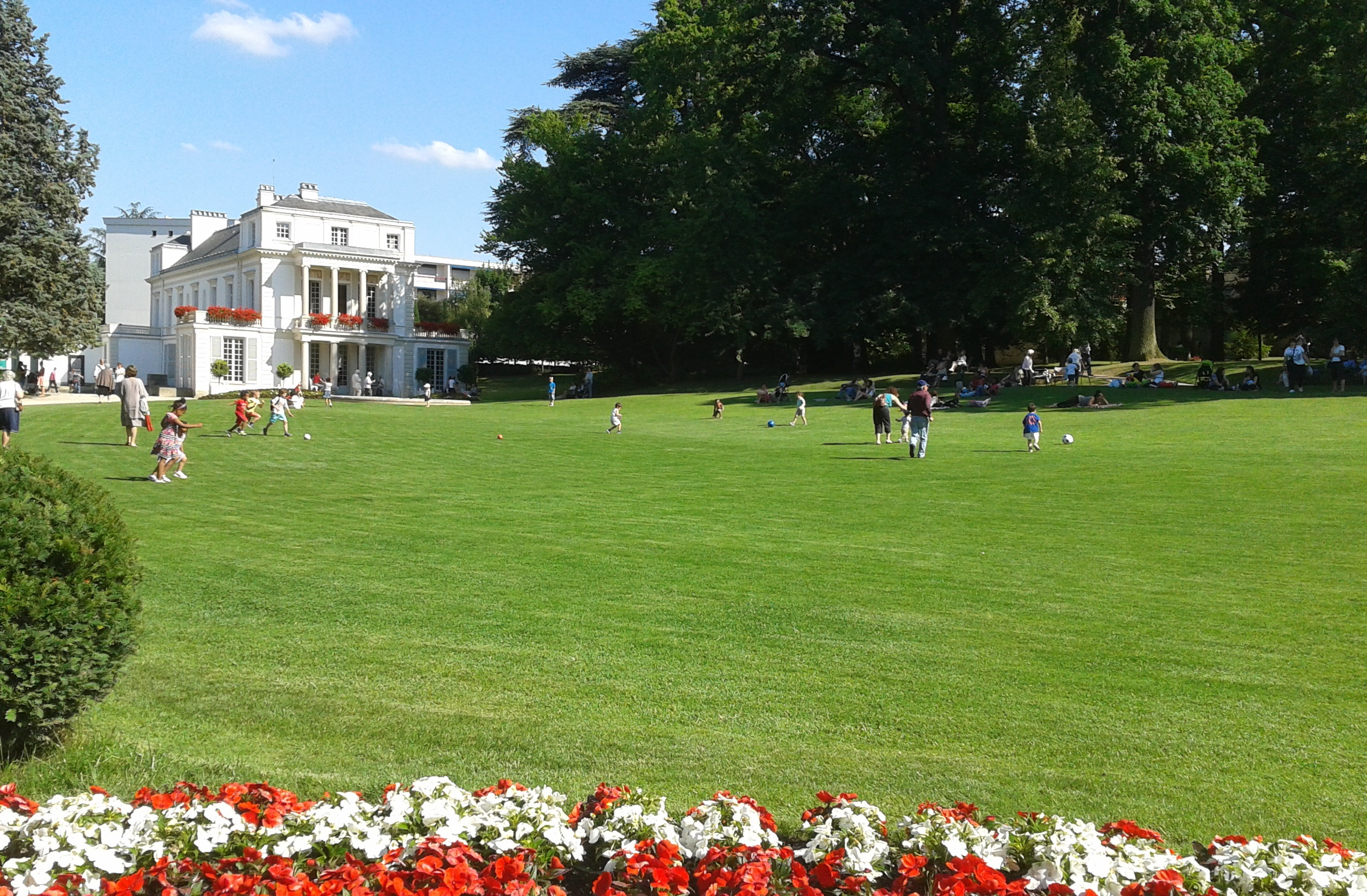
イエールのカイユボット家別荘。

1860年、父マルシャルはパリ南郊のイエールに広大な地所を購入し、一家は夏をイエールで過ごすようになった。カイユボットは、この頃から絵を描くようになったと思われる。1866年、一家はフォール・サン・ドニ通りからミロムニル通りに引っ越した。ここは、第二帝政時代に上流階級の住宅地として新たに造成された地区であった。
フランスのエリート養成機関であるリセ・ルイ＝ル＝グランに通った後、1868年、法学部を卒業して学位を取得し、1870年には弁護士免許を取得した。その直後、普仏戦争で徴兵され、国民動員衛兵として従軍した。

### 第2回印象派展まで
普仏戦争が終結すると、カイユボットは、レオン・ボナの画塾に通い、本格的に絵の勉強を始めた。1873年、エコール・デ・ボザール（官立美術学校）に入学したが、あまり登校しなかったようである。1874年、父マルシャルが亡くなった。
レオン・ボナの画塾ではジャン・ベローと親しくなったほか、ミロムニル通りの近くに住んでいたアンリ・ルアールを通じてエドガー・ドガと知り合い、その友人ジュゼッペ・デ・ニッティスとも親しくなった。ルアールとドガは、リセ・ルイ＝ル＝グランの先輩でもあった。1974年、ドガやルアールはグループ展（後に第1回印象派展と呼ばれる）に参加したが、カイユボットは、これには参加していない。
1875年、初期の代表作である『床削り』を制作し、この年のサロン・ド・パリに提出したが、「低俗」と評され、落選した。この年、印象派グループ展のメンバーであるルノワール、モネ、アルフレッド・シスレー、ベルト・モリゾが、オテル・ドゥルオで競売会を開いたが、この頃以降、カイユボットは印象派の友人たちの作品を購入するようになっていった。
1876年3月から、第2回印象派展が開催され、カイユボットはこれに参加した。この年の2月、ピエール＝オーギュスト・ルノワールとルアールは、連名で、カイユボットに対し、「私たちは今一度みんなで私設の展覧会を組織することがよいだろうと考えました。この趣旨に関してデュラン＝リュエル氏と合意に達しています。……この新しい試みにあなたが参加してくだされば非常に嬉しい。」という手紙を送っており、2人の勧めで参加したことが分かる。カイユボットは、8点の作品を出品し、そのうち2点の『床削り』は、極端な遠近法と、都市労働者の情景で注目された。同時に、『ピアノを弾く若い男』、『窓辺の若い男』、『昼食の後』といったブルジョワの風俗を描いた作品も出品した。印象派展に対しては厳しい批評が多かった。その中で、エミール・ゾラは、クロード・モネやルノワールを新しい流派として称賛する一方、ドガとカイユボットに対しては、写実的すぎるとして批判した。反対に、ルイ・エドモン・デュランティは、鋭いデッサン力で都市風俗を描いたドガとカイユボットを称賛した。ジョルジュ・リヴィエールは、カイユボットを「ドガの弟子」と呼んだ。カイユボットは、これらのデュランティやリヴィエールの評を読んで感激し、絵画制作に専念してもう一度グループ展で発表したいと思うようになった。

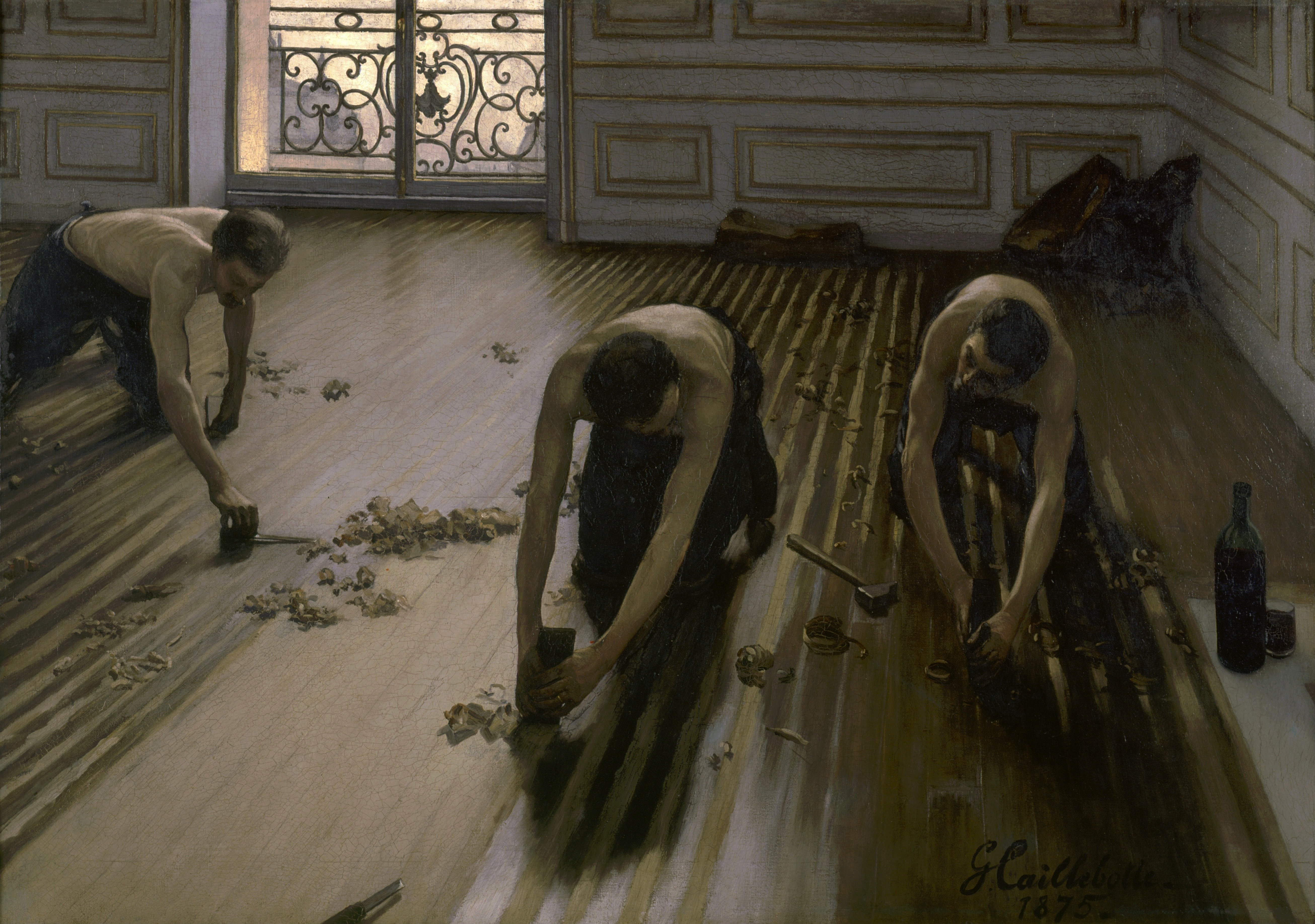
『床削り』1875年。油彩、キャンバス、102 × 147 cm。オルセー美術館。第2回印象派展出品[10]。
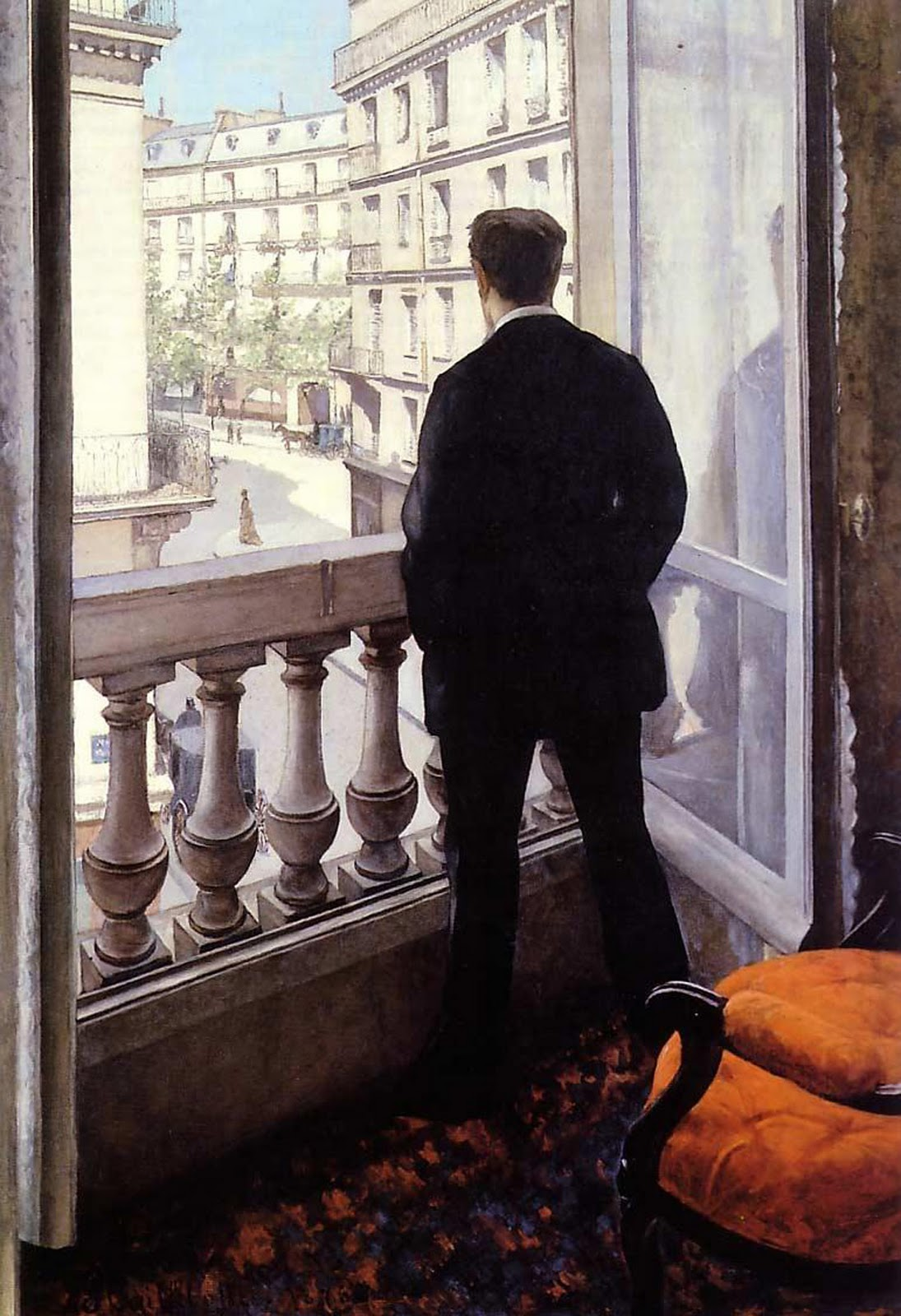
『窓辺の若い男（英語版）』1875年。油彩、キャンバス、117 × 82 cm。私蔵。第2回印象派展出品。
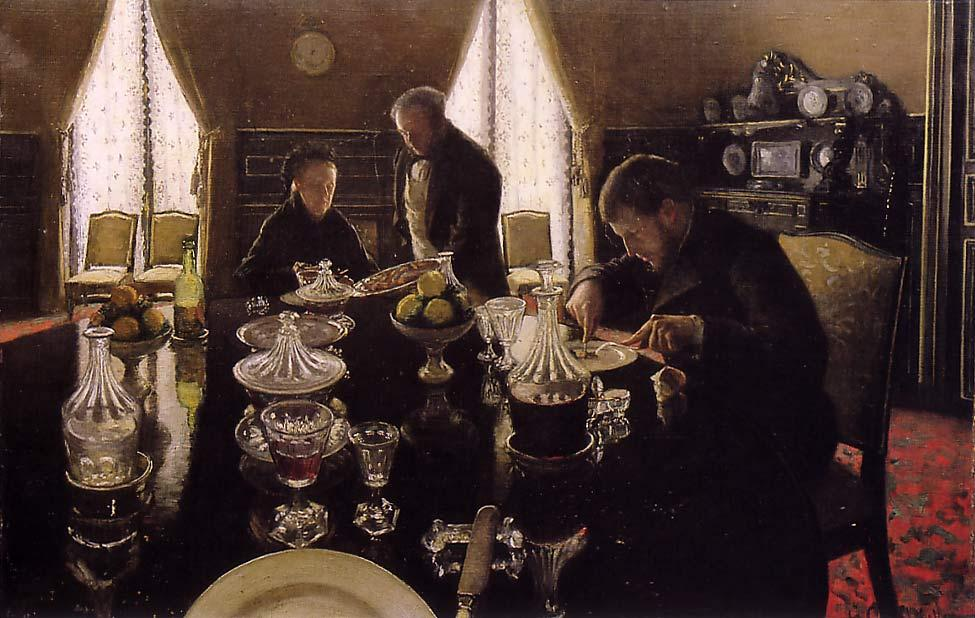
『昼食』1876年。私蔵。第2回印象派展出品。
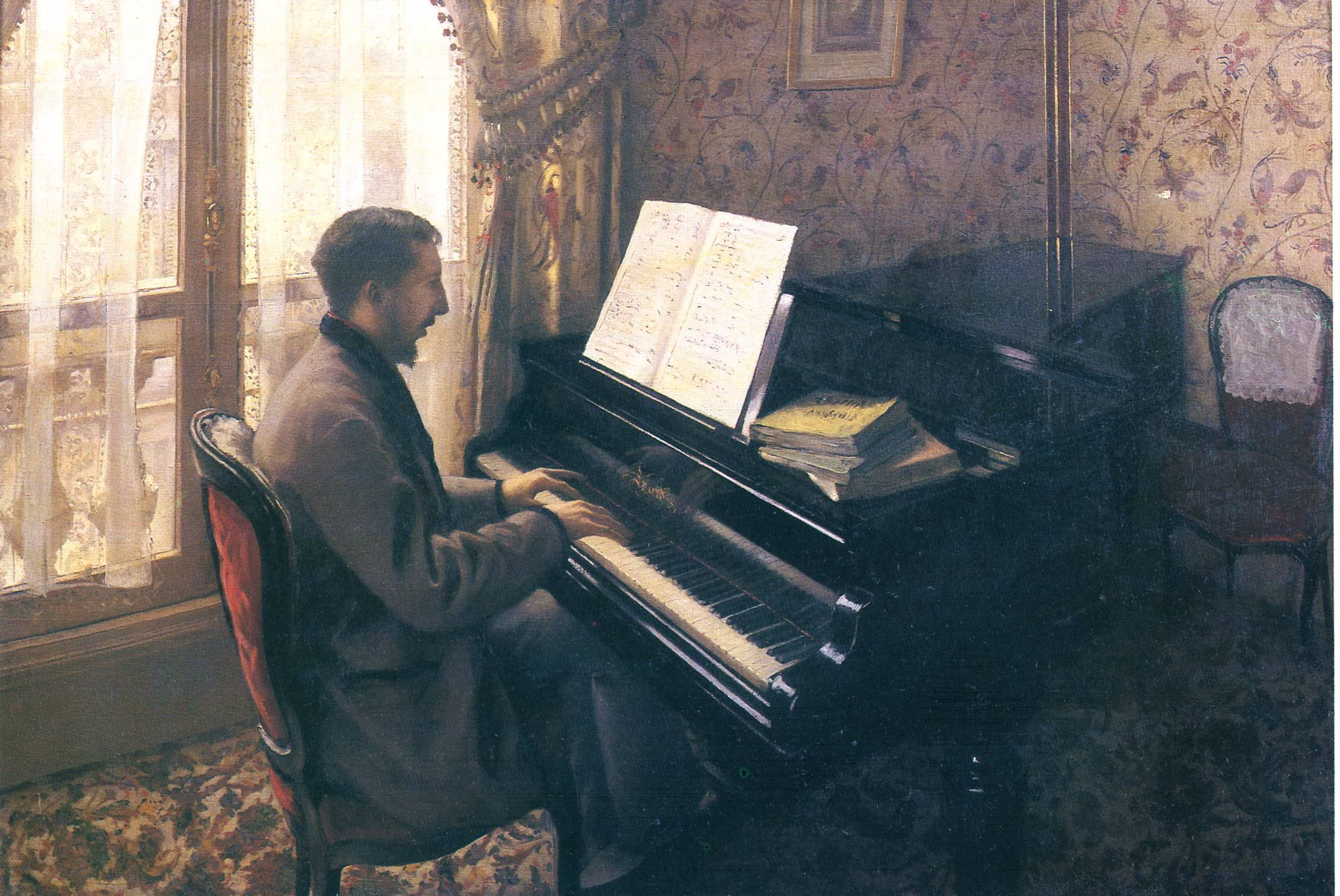
『ピアノを弾く若い男（マルシャル・カイユボット）』1876年。81.3 × 116.8 cm。ブリヂストン美術館。第2回印象派展出品[11]。

### 第3回印象派展
同年（1876年）11月、弟ルネが26歳で亡くなった。カイユボットはこれに衝撃を受け、28歳にして遺言書を作成した。その内容は、「非妥協派または印象派と呼ばれる画家たち」の展覧会の準備資金に、自分の遺産から相当額を割り当てること、ルノワールと弟のマルシャル・カイユボットを遺言執行者に指名すること、自分の絵画コレクションを国家へ遺贈することなどであった。
カイユボットは、1877年1月、カミーユ・ピサロの作品を購入した。その頃、ピサロに宛てて、夕食会に招待する手紙を送っており、「展覧会の可能性についての問題をあなたと議論したいと思います。ドガ、モネ、ルノワール、シスレー、それにマネが来る予定です。」と書いている。この手紙と遺言書から、カイユボットが中心となって第3回印象派展を推進したことが分かる。

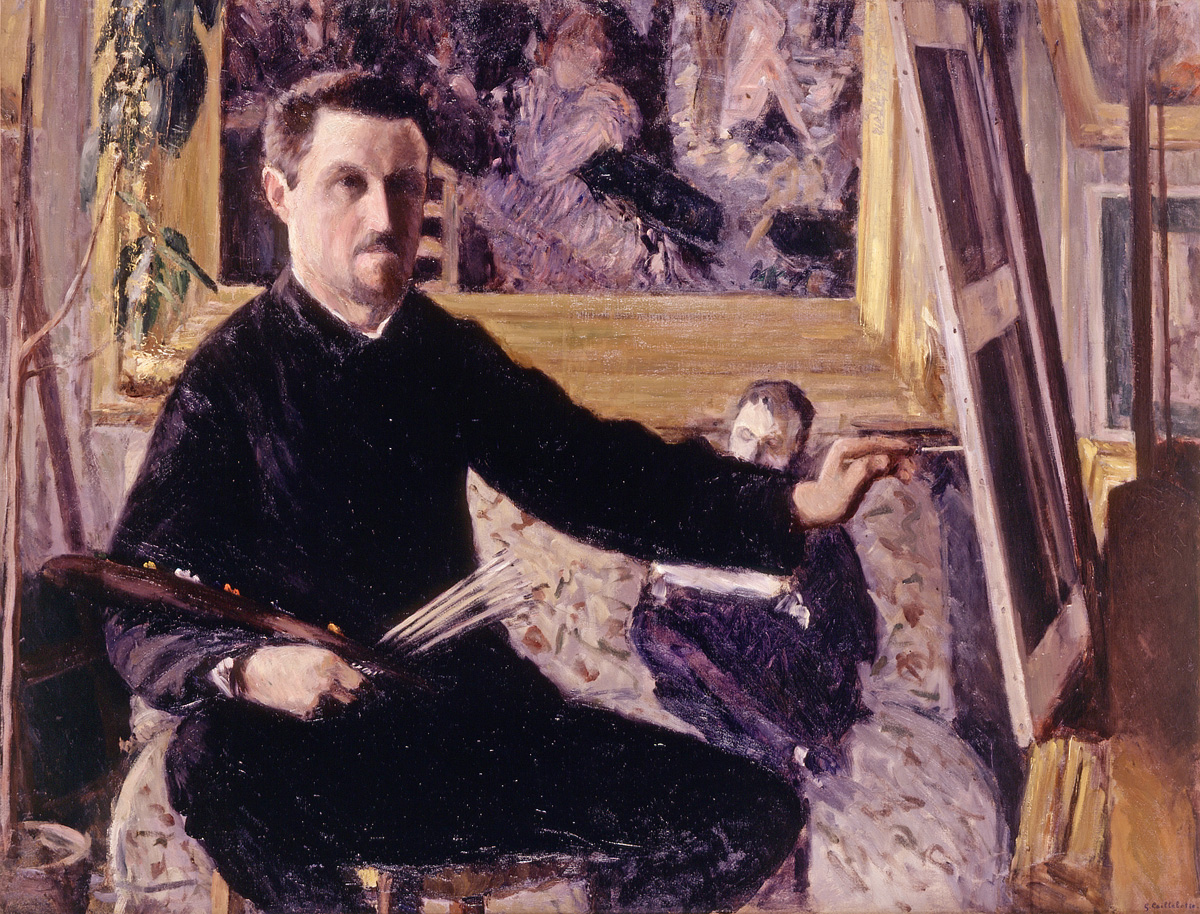
『「ムーラン・ド・ラ・ギャレット」を前にした自画像』1879年頃。第3回印象派展で購入したルノワールの作品が鏡で左右反転して描かれている。

そして、4月、カイユボットが借りたアパルトマンを会場にして、第3回印象派展が開催された。参加人数は18人となった。カイユボットは、ルノワール、モネ、ピサロとともに展示委員を務め、作品の内容と形式に従って5つの部屋に配分して展示を行った。カイユボット自身は、『パリの通り、雨』や『ヨーロッパ橋』など6点を出品した。『ヨーロッパ橋』は、サン＝ラザール駅のすぐ上にある陸橋、『パリの通り、雨』は、ヨーロッパ橋の東北方向にあるデュブラン広場を描いたものであるが、同じ部屋に展示されたモネの『サン＝ラザール駅』連作と主題において呼応する作品といえる。しかし、カイユボットの透視図法と写真のような綿密な仕上げは、印象派よりはサロンの価値観に合うものであった。テオドール・デュレは、『印象派の画家たち』という小冊子で、モネ、シスレー、ピサロ、ルノワール、ベルト・モリゾの5人を印象派の画家として紹介しているが、その中で、ドガやカイユボットについては、「印象派ではないが、彼らとともに出品したことのある、優れた才能を持つ画家たち」と位置付けている。
カイユボットは、ルノワールの『ムーラン・ド・ラ・ギャレットの舞踏会』や、モネの『サン＝ラザール駅』を購入した。ただ、第3回印象派展の全体の売れ行きは思わしくなく、参加者たちの間での温度差を生む要因となっていった。

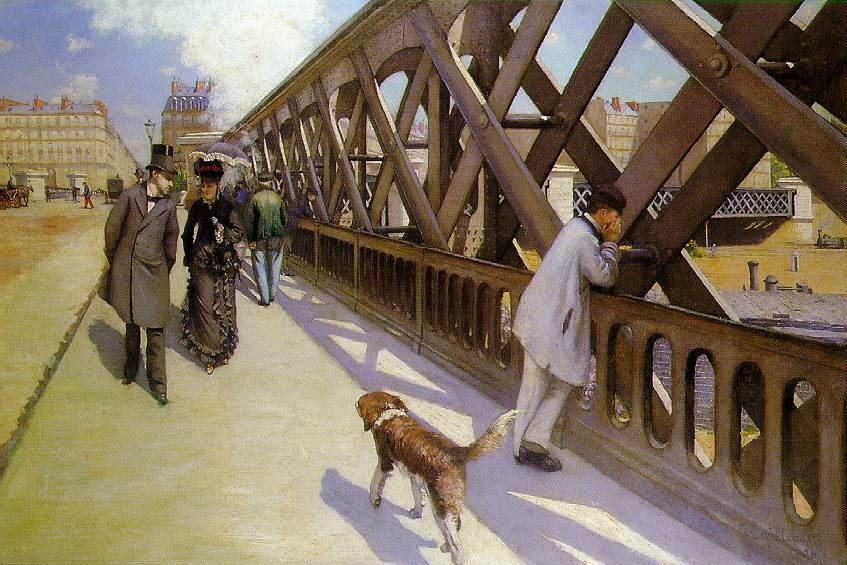
『ヨーロッパ橋（英語版）』1876年頃。油彩、キャンバス、124.7 × 180.6 cm。プティ・パレ（ジュネーヴ）。第3回印象派展出品。
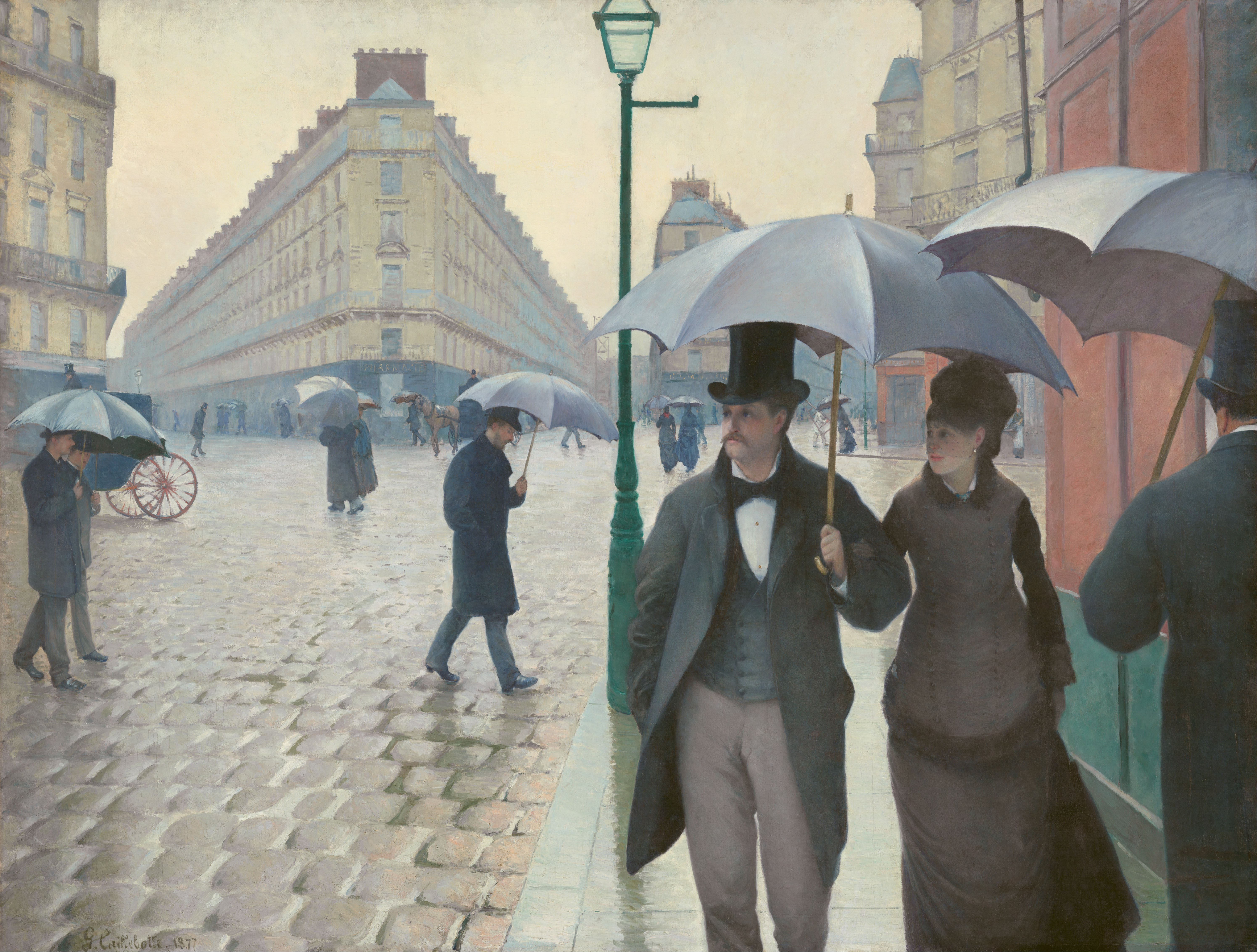
『パリの通り、雨』1877年。油彩、キャンバス、212.2 × 276.2 cm。シカゴ美術館。第3回印象派展出品[19]。

### 第4回印象派展
1878年5月から11月にかけて、パリ万国博覧会が開かれた。トロカデロ宮で美術展が行われたが、印象派はもちろん、ウジェーヌ・ドラクロワや、ジャン＝フランソワ・ミレーなどバルビゾン派の画家たちでさえ排除された、保守的な展覧会となった。カイユボットは、これに憤慨し、カミーユ・ピサロに、すぐに第4回印象派展を開くことを提案した。しかし、ドガは、万国博覧会が終わってからにすべきとの意見であった。この年、ルノワールがサロンに作品を応募して入選し、モネもサロンへの応募を希望したのに対し、ドガは、サロンを敵視し、グループ展参加者はサロンに応募すべきでないという考え方であり、グループ内での意見の対立が顕在化してきた。カイユボットは、ドガの芸術を敬愛する一方で、狷介な性格で政治的主張に偏りがちなドガに辟易させられ、グループ展参加者の資格という大きな問題から、ポスターへの参加者名への記載のような小さな問題まで、しばしば意見の対立を繰り返した。
ピサロは、同年3月、カイユボットに送った手紙で、「ゾラはセザンヌにサロン応募を勧めているのでしょう。シャルパンティエ夫妻がルノワールにサロン応募を勧めているように。私たちだけで展覧会を敢行できるでしょうか？　……残念なことだが、やがて完全なグループの崩壊が起きることを予想しておかなければならない。」と相談している。
カイユボットは、イエールの別荘に滞在し、イエール川の船漕ぎや水泳の情景を描いた。1878年10月、母が亡くなり、両親の遺産を弟とともに相続することになった。
第4回印象派展は、1879年4月から開催されたが、この回は、ドガの主張が強く反映され、名称が「独立派（アンデパンダン）展」となり、サロン応募者は参加させないこととなった。カイユボットは、モネに、サロン応募を思いとどまり、グループ展に参加するよう説得した。結局、カイユボットが、所蔵者からモネの作品29点を借り集めて出品した。ルノワール、シスレー、セザンヌは、サロンに応募するため、グループ展には参加しなかった。ベルト・モリゾも不参加であり、グループの分裂が際立つ結果となった。
カイユボット自身は、カタログによれば、絵画19点、パステル6点を出品した。イエール川の船漕ぎや水泳の作品、パリの風景画、肖像画と装飾パネルであった。デュランティは、展覧会評で、ドガ、カイユボット、メアリー・カサットを称賛している。

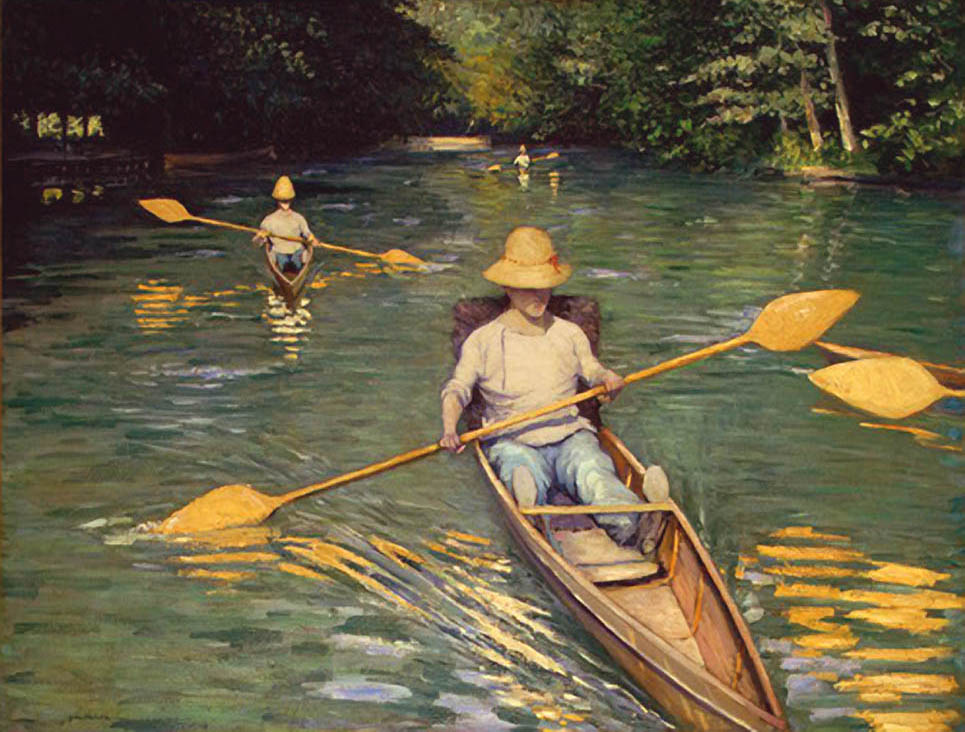
『ボート漕ぎ』1877年。油彩、キャンバス、88.9 × 116.2 cm。ナショナル・ギャラリー（ワシントンD.C.）。第4回印象派展出品[29]。
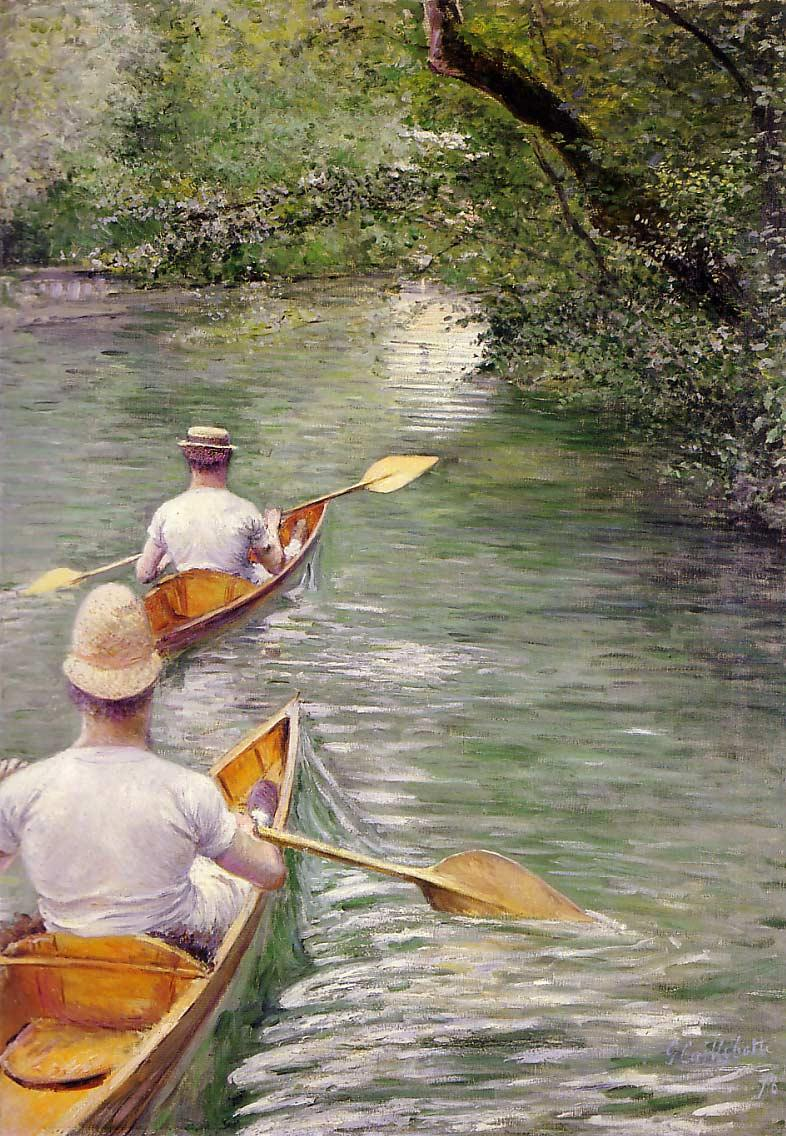
『ペリソワール』1878年。油彩、キャンバス、155.5 × 108.5 cm。レンヌ美術館。第4回印象派展出品[30]。
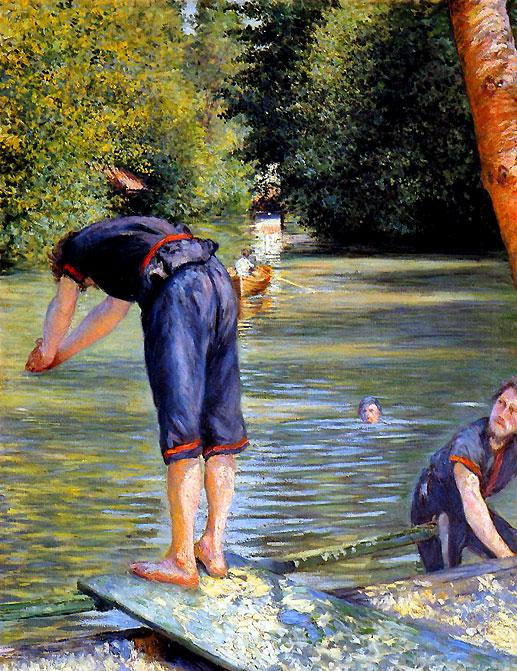
『川に飛び込もうとする男』1878年。私蔵。
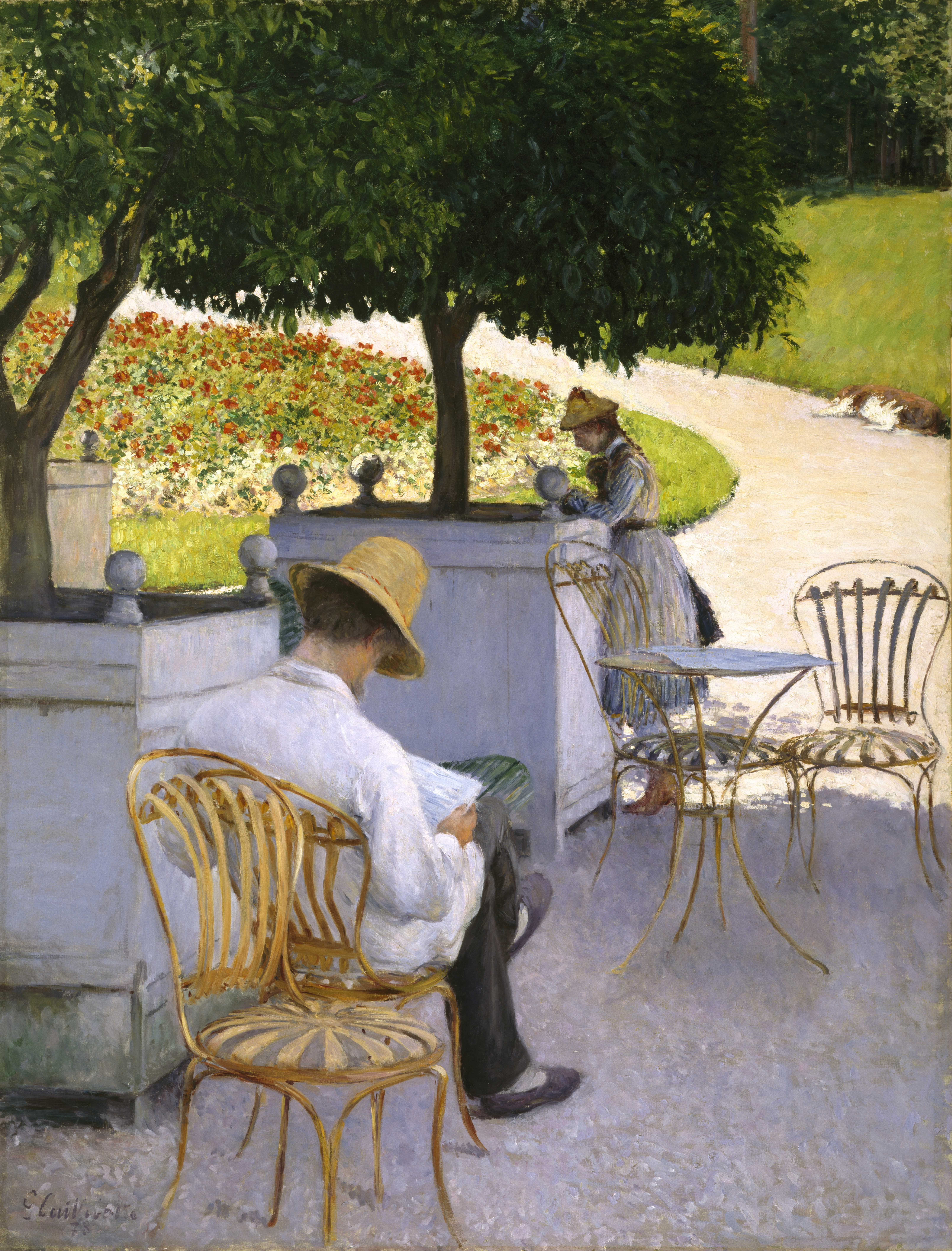
『オレンジの木々（英語版）』1878年。油彩、キャンバス、154.9 × 116.8 cm。ヒューストン美術館
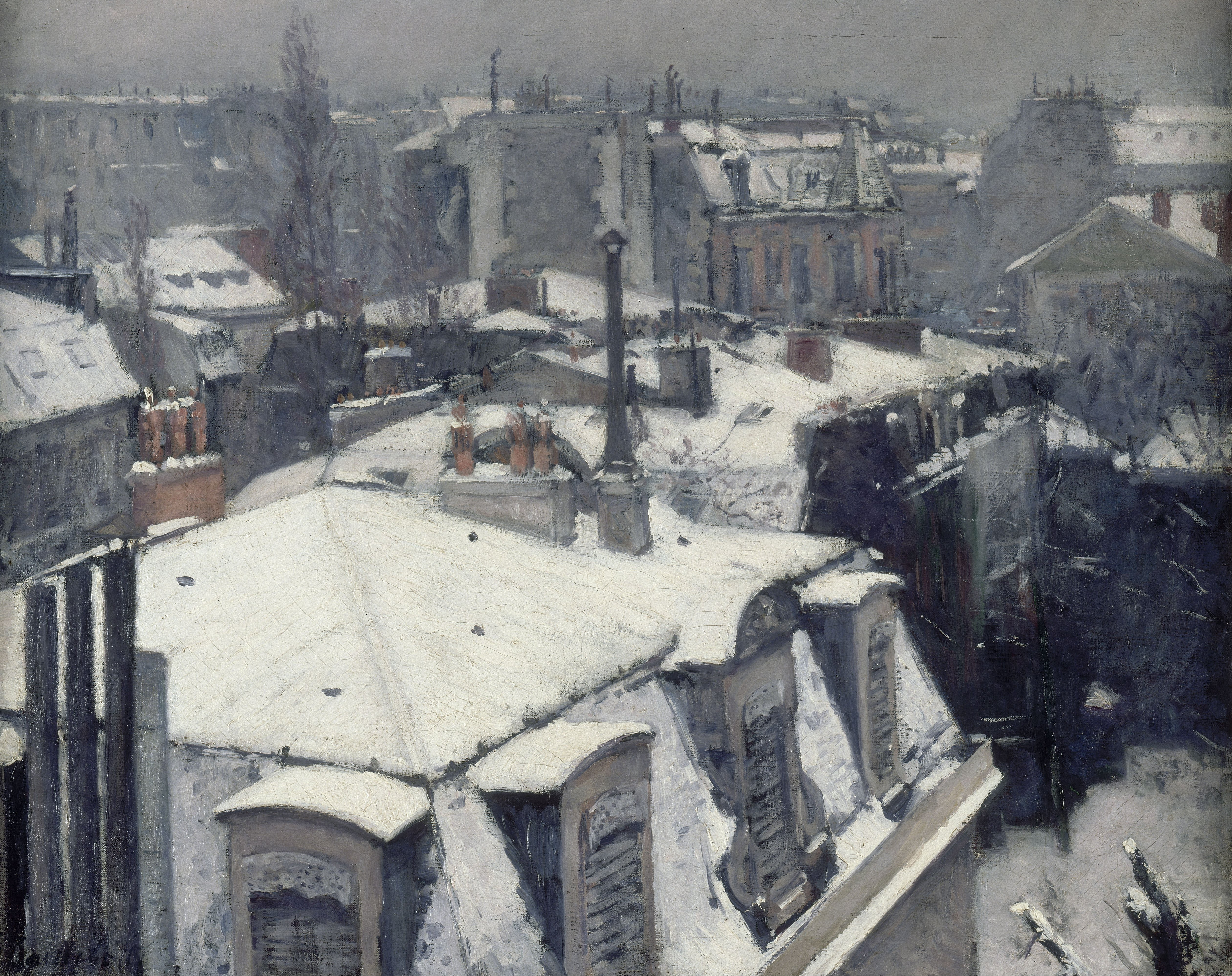
『屋根の眺め（雪の効果）（英語版）』1878年。油彩、キャンバス、64.5 × 81.0 cm。オルセー美術館。第4回印象派展出品[32]。

### 第5回印象派展
1880年にグループ展を開催するに際しても、カイユボットとドガは様々な点で対立した。ドガは、グループの名称を独立派（アンデパンダン）とすること、ポスターに出品者の名前を載せないこと、風俗的な主題を扱う画家たちにもグループ展への参加を認めることを主張したが、カイユボットは、いずれにも反対した。ドガは、3月にフェリックス・ブラックモンに宛てた手紙の中で、「（ポスターに出品者の）名前を記載するかどうかでカイユボットとの間に大きな戦いがありました。私が屈服し名前を乗せることにしました。……この世の中にいくら良い理由と趣味があっても、ほかの人たちの惰性とカイユボットの頑固さによって何も達成できません。」と、不満をあらわにしている。
第5回印象派展は、1880年4月に開催された。ルノワール、シスレー、セザンヌに加え、モネもサロンに応募し、グループ展には参加しなかった。一方で、ドガが強く推したジャン＝フランソワ・ラファエリが参加し、グループ展の内容は印象主義から相当離れたものになった。カイユボットは、カタログによれば、『カフェにて』、『室内』など11点を出品した。

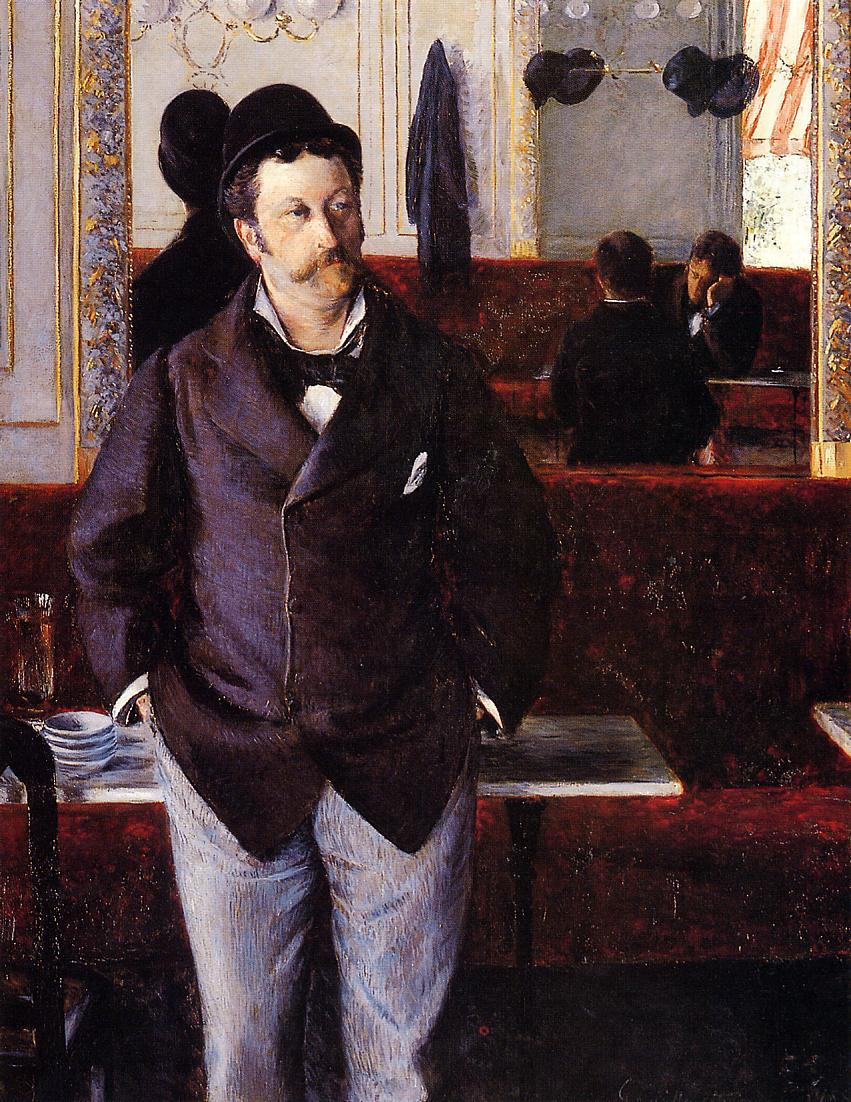
『カフェにて』1880年。油彩、キャンバス、155 × 115 cm。ルーアン美術館。第5回印象派展出品[38]。
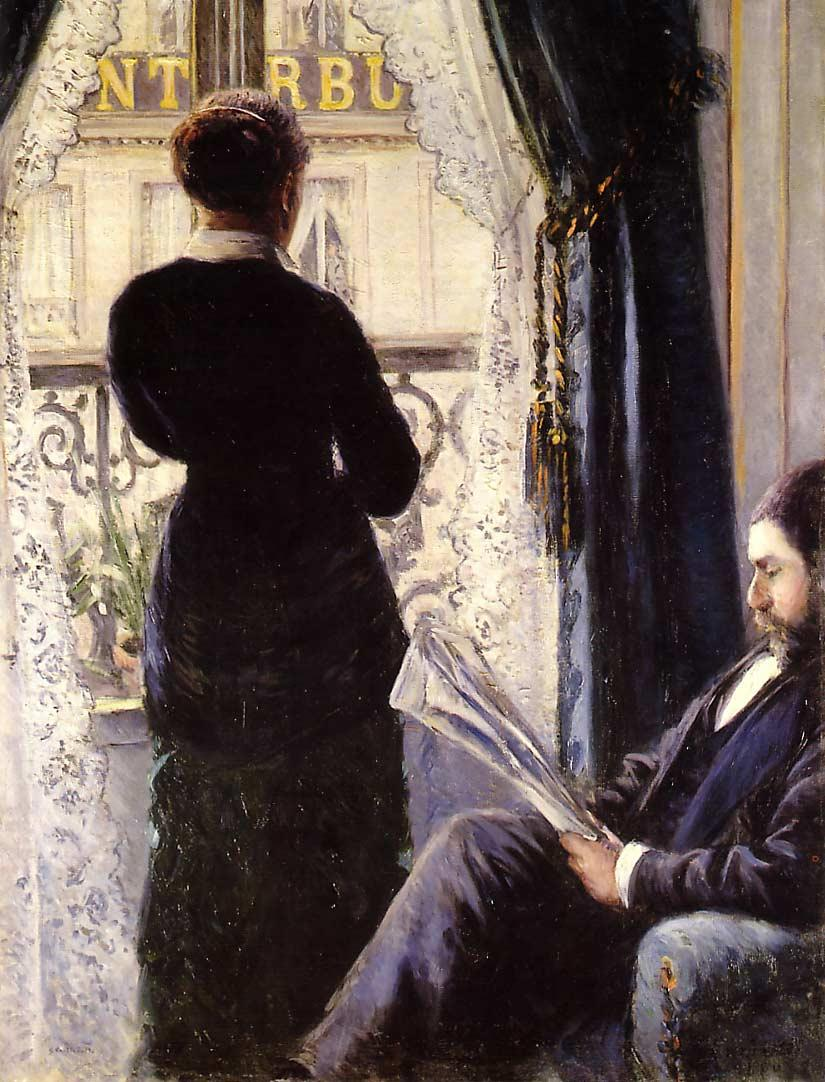
『室内』1880年。私蔵。
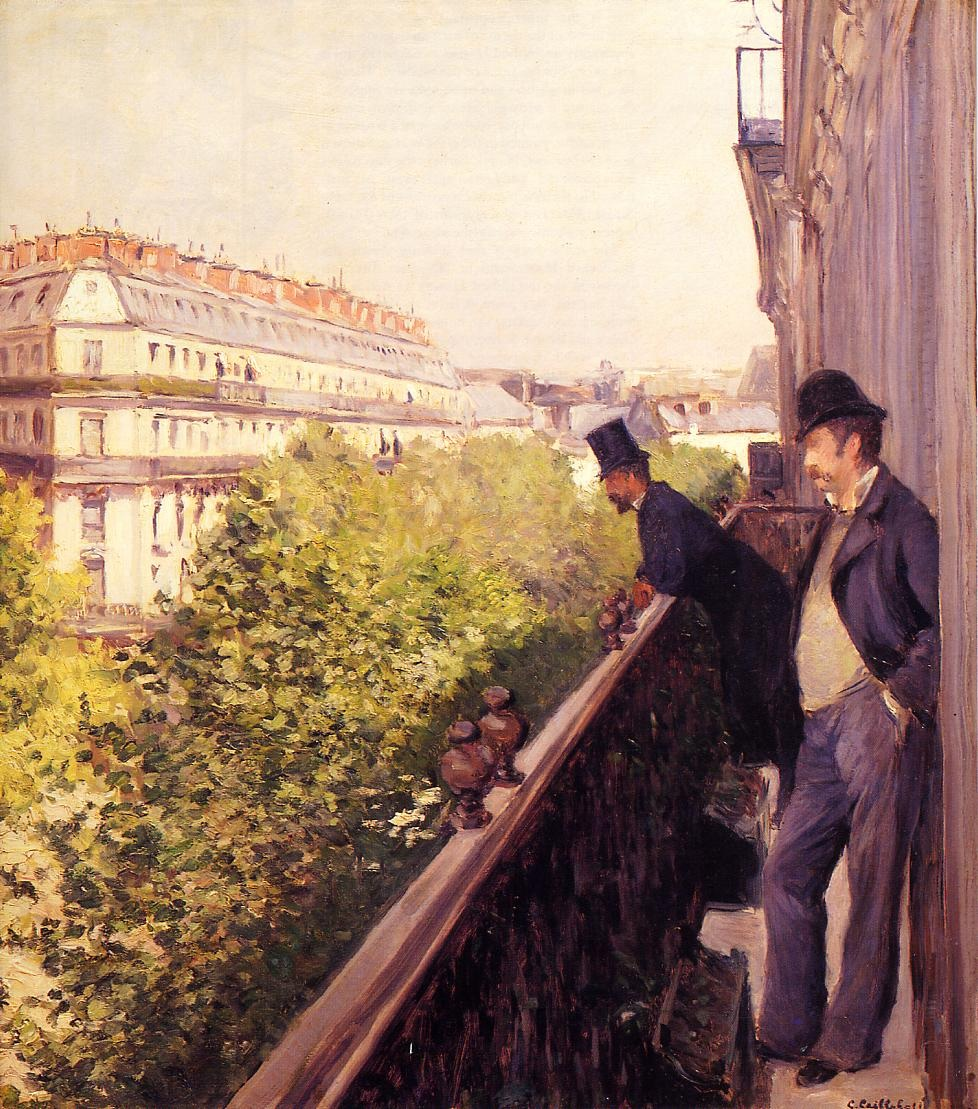
『バルコニー』1880年。

### 第6回印象派展への不参加
第6回印象派展の方針についても、カイユボットとドガの対立は深刻化していた。カイユボットは、1881年1月、ピサロに宛てた手紙で、「展覧会はこの趣旨に本当に関心を寄せる人々によって構成されるべきことを願います。つまり、モネ、ルノワール、シスレー、モリゾ夫人、カサット嬢、セザンヌ、ギヨマン。お望みならば、ゴーギャンと多分コルデー、それに私自身です。これで全員です。……ドガが私たちの中に不和を持ち込んだのです。彼にとって不幸なことですが、彼の性格は善良とはいえません。」と、ドガの態度を批判している。その一方で、「ドガはすばらしい才能の持ち主だ。私は彼の大ファンになった最初の人間です。」とも書いている。ピサロは、カイユボットに対し、カイユボット自身もドガの推薦でグループ展に参加できたことを指摘して、ドガを許容するように言ったが、カイユボットは、ついに第6回印象派展への参加を断念した。
カイユボットと弟マルシャルは、両親から相続したイエールの地所を売却し、1881年、セーヌ川沿いのプティ・ジュヌヴィリエに地所を購入した。ここは、モネやマネが愛したアルジャントゥイユの近くである。

### 第7回印象派展
カイユボットは、1882年初頭、第7回印象派展への準備を始めた。彼は、ラファエリの不参加を条件にドガの参加を認めるという妥協案を提案したが、ドガはラファエリの参加を強く主張した。ゴーギャンやピサロも調停を試みたが、交渉は難航した。そのような中、画商ポール・デュラン＝リュエルがモネとルノワールにグループ展への参加を要請した結果、2人の同意が得られた。しかし、ドガは不参加となった。
第7回印象派展は、1882年3月から開催された。カイユボットは、17点を出品し、うち人物画6点、静物画1点、風景画10点であった。特に、『トランプ（ベジッグ）遊び』、『バルコニーの男』などの人物画における正確なデッサンが好評価を得た。他方、『果物』の静物画や『高い所から見た大通り』は、大胆な俯瞰的構図を用いた作品であるが、それほど注目されなかった。

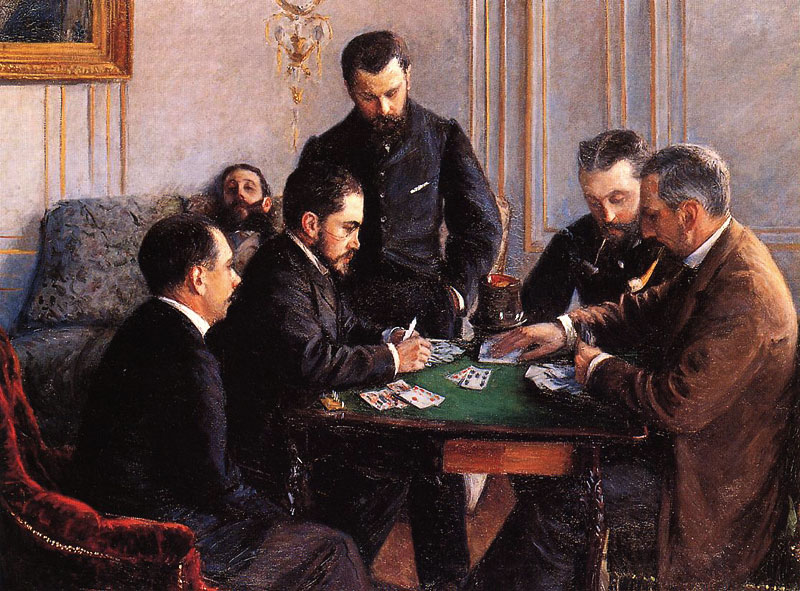
『トランプ（ベジッグ）遊び（フランス語版）』1881年。油彩、キャンバス、121 × 161 cm。ルーヴル・アブダビ。
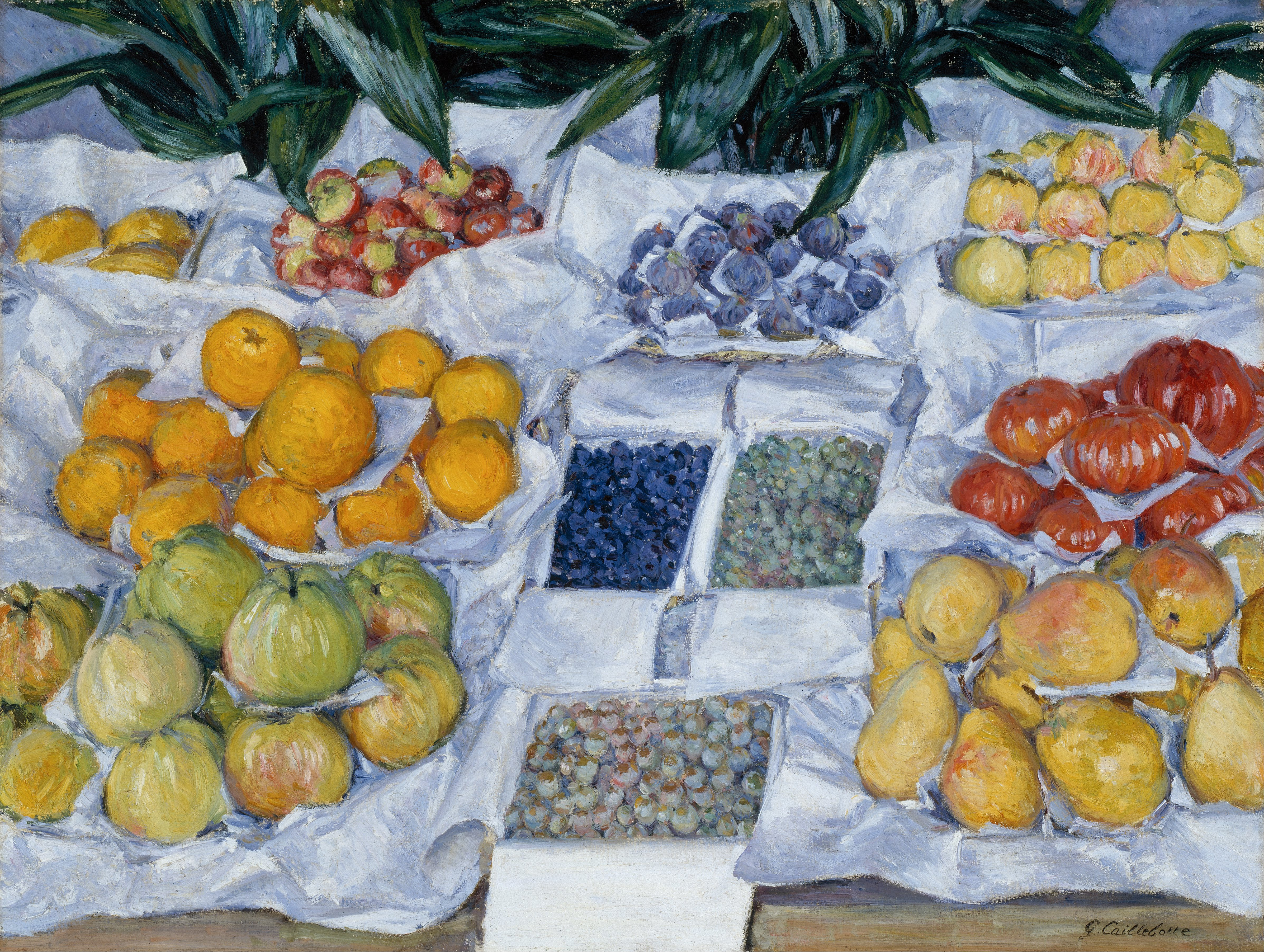
『果物』1881-82年。油彩、キャンバス、76.5 × 100.6 cm。ボストン美術館。第7回印象派展出品[43]。

### 印象派展の終焉

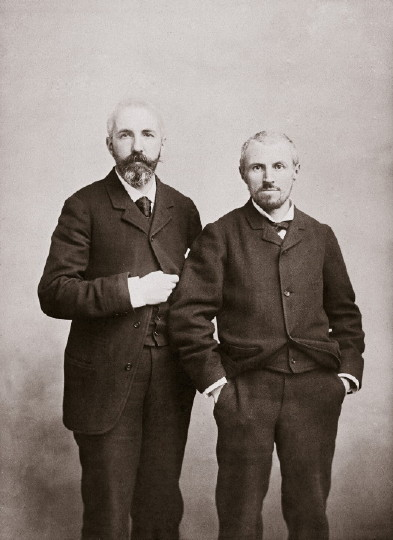
弟のマルシャルとカイユボット。1886年頃。

1886年4月、デュラン＝リュエルがニューヨークで印象派作品の展覧会を行い、その中にカイユボットの作品も数点含まれていた。
他方、この年に開かれた第8回印象派展には、モネが不参加を表明し、カイユボット、ルノワール、シスレーも同調して不参加を決めた。グループ展として最後となるこの回は、デュラン＝リュエルの後援の下、ピサロのグループとドガのグループが中心となって開かれ、特にピサロ陣営のジョルジュ・スーラ、ポール・シニャックといった新印象派と呼ばれる点描技法の作品が注目を浴び、従来の印象主義とは内容が異なるものとなった。

### 晩年
カイユボットは、1881年にセーヌ川のほとり、アルジャントゥイユ近くのプティ・ジュヌヴィリエに地所を購入していたが、1888年、ここに移り住んだ。絵の発表はやめ、庭園作りとヨットに集中し、弟マルシャルや、しばしばプティ・ジュヌヴィリエを訪れた友人ルノワールとの付き合いを楽しんだ。遅くとも1883年から交際していた女性シャルロット・ベルティエも一緒に住んだ。

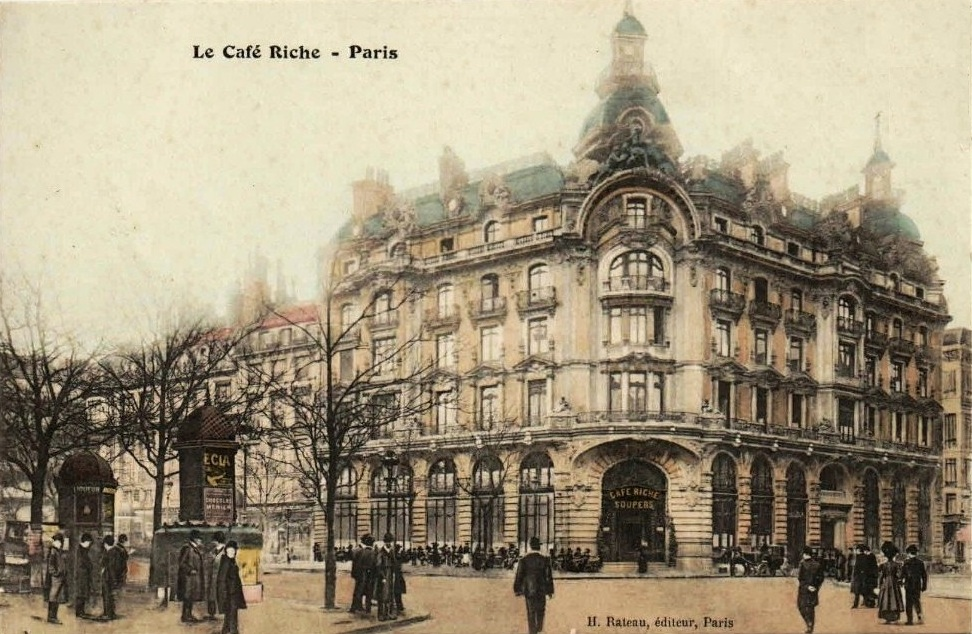
パリのイタリアン大通りにあったカフェ・リシュ（1890年頃）。

印象派の画家たちは、かつてのように頻繁に会うことはなくなったが、1884年頃から、毎月第1木曜日に、イタリアン大通りのカフェ・リシュで「印象派画家たちの夕食会」を開き、集まっていた。ギュスターヴ・ジェフロワは、モネの伝記の中で、「1990年から1994年の時期に、私はモネを通じて印象主義の画家たちと知り合った。カフェ・リシュにおいて開かれる月例の晩餐に私も出席を許されたのである。この会には、クロード・モネとともに、カミーユ・ピサロ、オーギュスト・ルノワール、アルフレッド・シスレー、ギュスターヴ・カイユボット、ド・ベリオ博士、テオドール・デュレ、オクターヴ・ミルボー、そして時折ステファヌ・マラルメが出席した。」と記している。ジェフロワによれば、参加者たちは元気で騒々しく、その中でも、ルノワールが辛辣な言葉でカイユボットを茶化したり、やり込めたりすることが多く、怒りっぽいカイユボットがこれに激高しては顔色を変えていたという。話題は、芸術だけでなく、文学、政治、哲学など様々なテーマにわたった。
1883年にジヴェルニーに移り庭園作りに情熱を燃やしたモネとは、庭仕事という共通の趣味でも親交を続けた。モネが、カイユボットに宛てて「約束どおり月曜日には必ず来てください。庭のアイリスは月曜が満開で、それを過ぎるとしぼんだのが混じってしまいます。」と書いた手紙が残っている。
基本的に絵の発表は控えていたが、1886年には、デュラン＝リュエルがニューヨークで開いた「パリ印象派の油絵・パステル画展」に参加した。1888年、ブリュッセルの20人展にも出展したが、冷淡な反応しか得られなかった。
1890年、モネがマネの『オランピア』を買い取って国に寄贈する計画を立てた際、カイユボットは1000フランを拠出した。『オランピア』の受入れをめぐっては反対論も巻き起こったが、最終的にリュクサンブール美術館に収蔵させることに成功した。

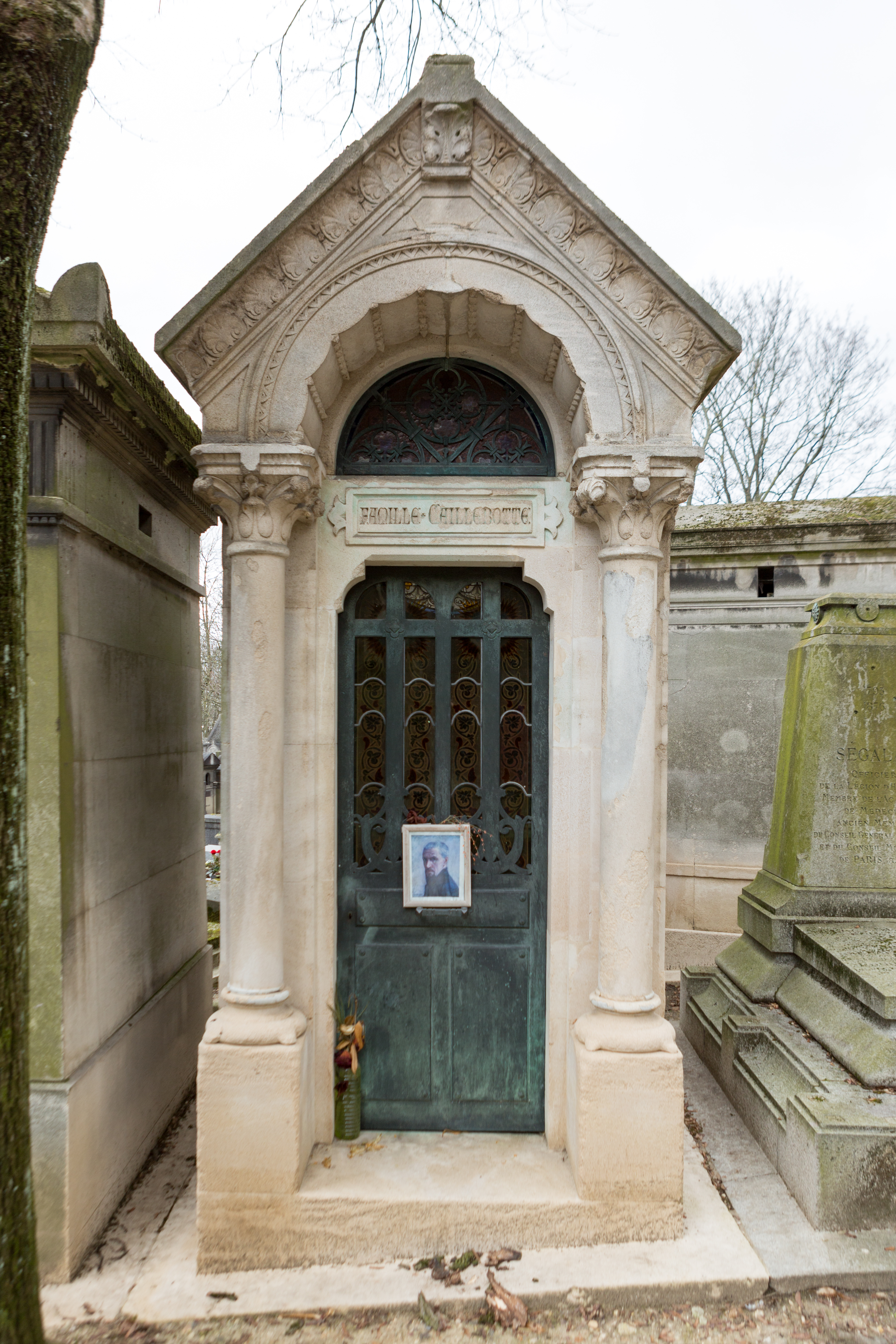
パリのペール・ラシェーズ墓地にあるカイユボットの墓。

1894年（45歳）、園芸作業中、肺鬱血により没し、パリのペール・ラシェーズ墓地に葬られた。

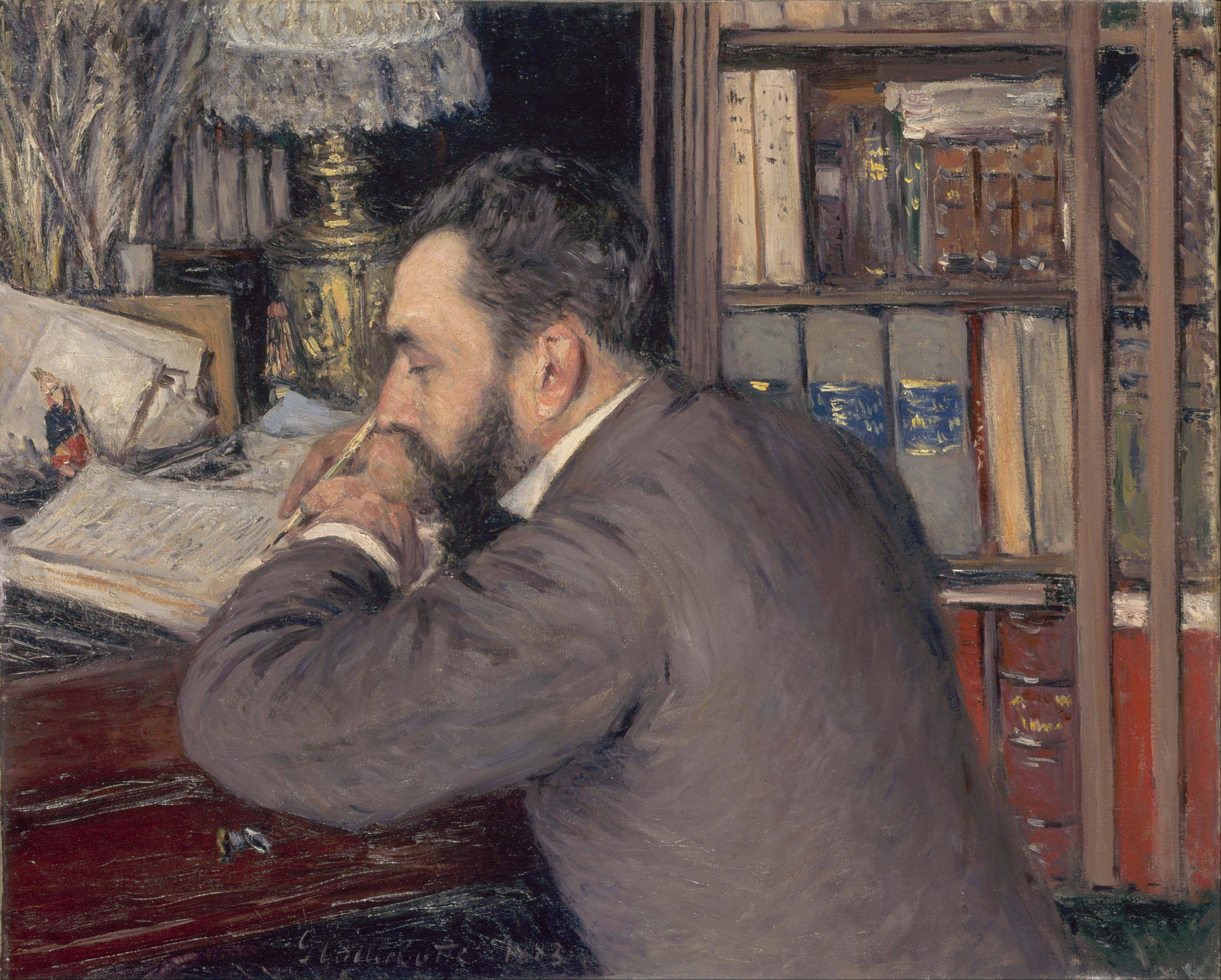
『アンリ・コルディエの肖像』1883年。油彩、キャンバス、65.0 × 81.5 cm。オルセー美術館[53]。
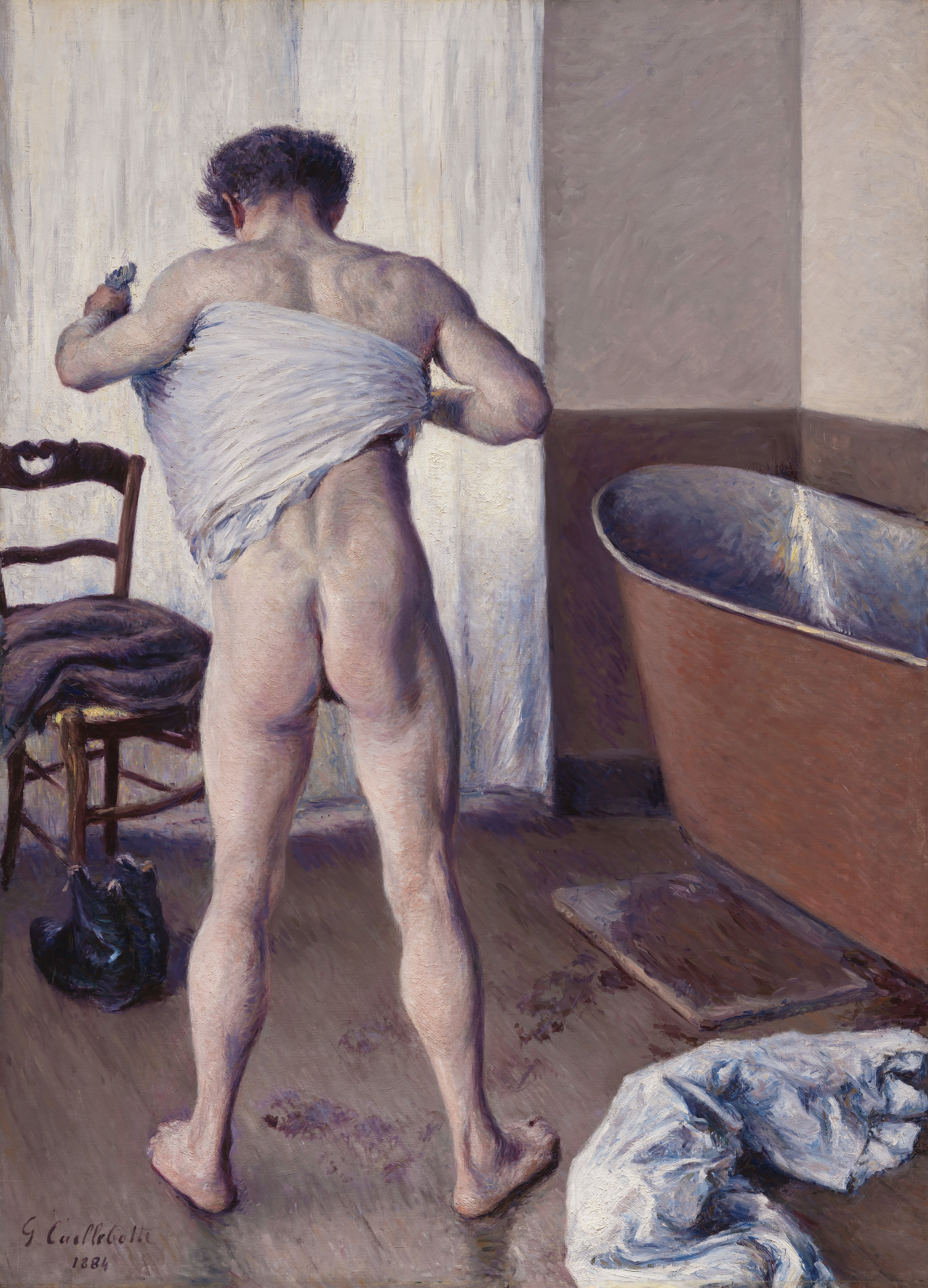
『入浴する男（英語版）』1884年。油彩、キャンバス、144.8 × 114.3 cm。ボストン美術館[54]。
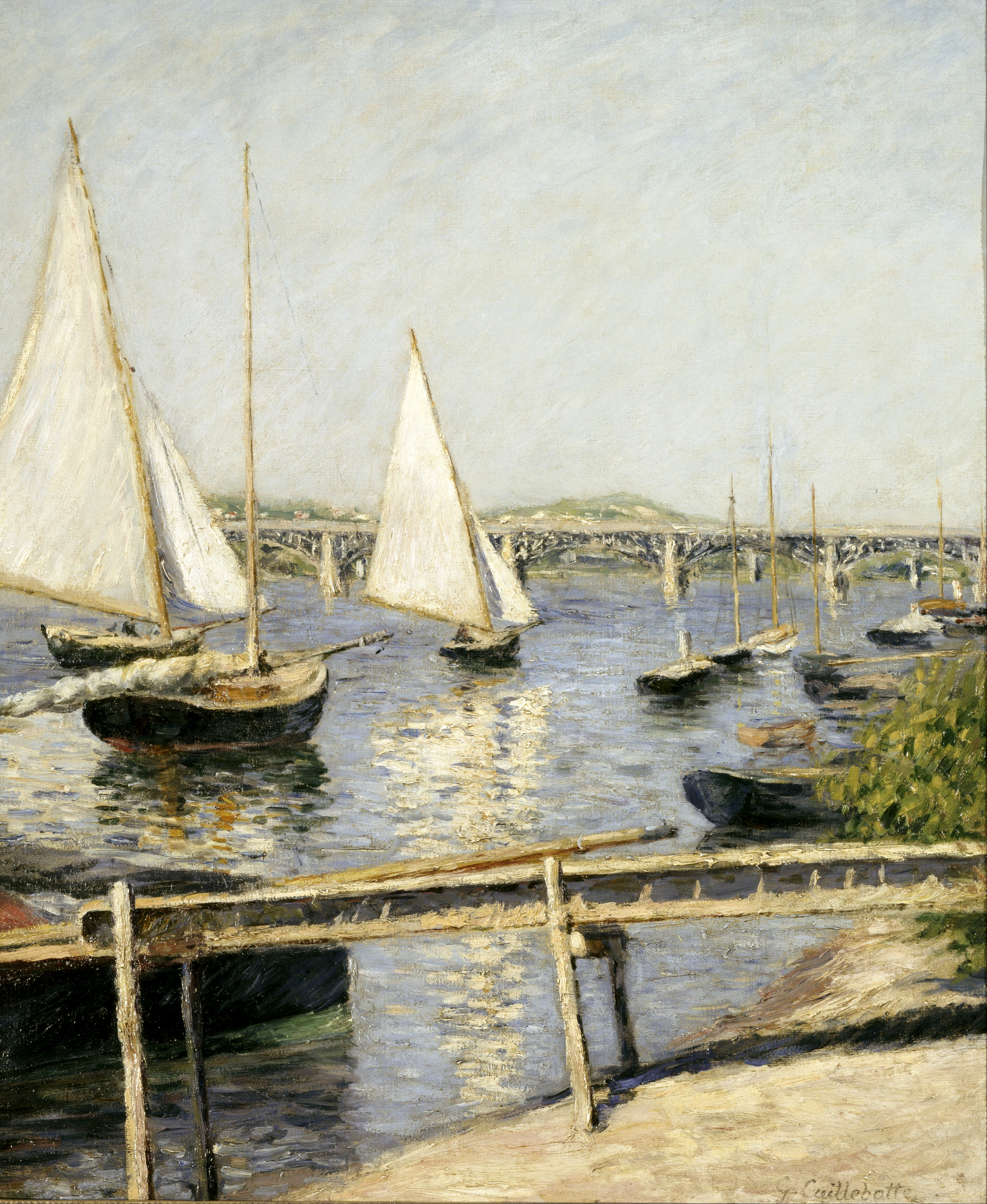
『アルジャントゥイユのヨット』1888年頃。油彩、キャンバス、65.5 × 55.0 cm。オルセー美術館[55]。
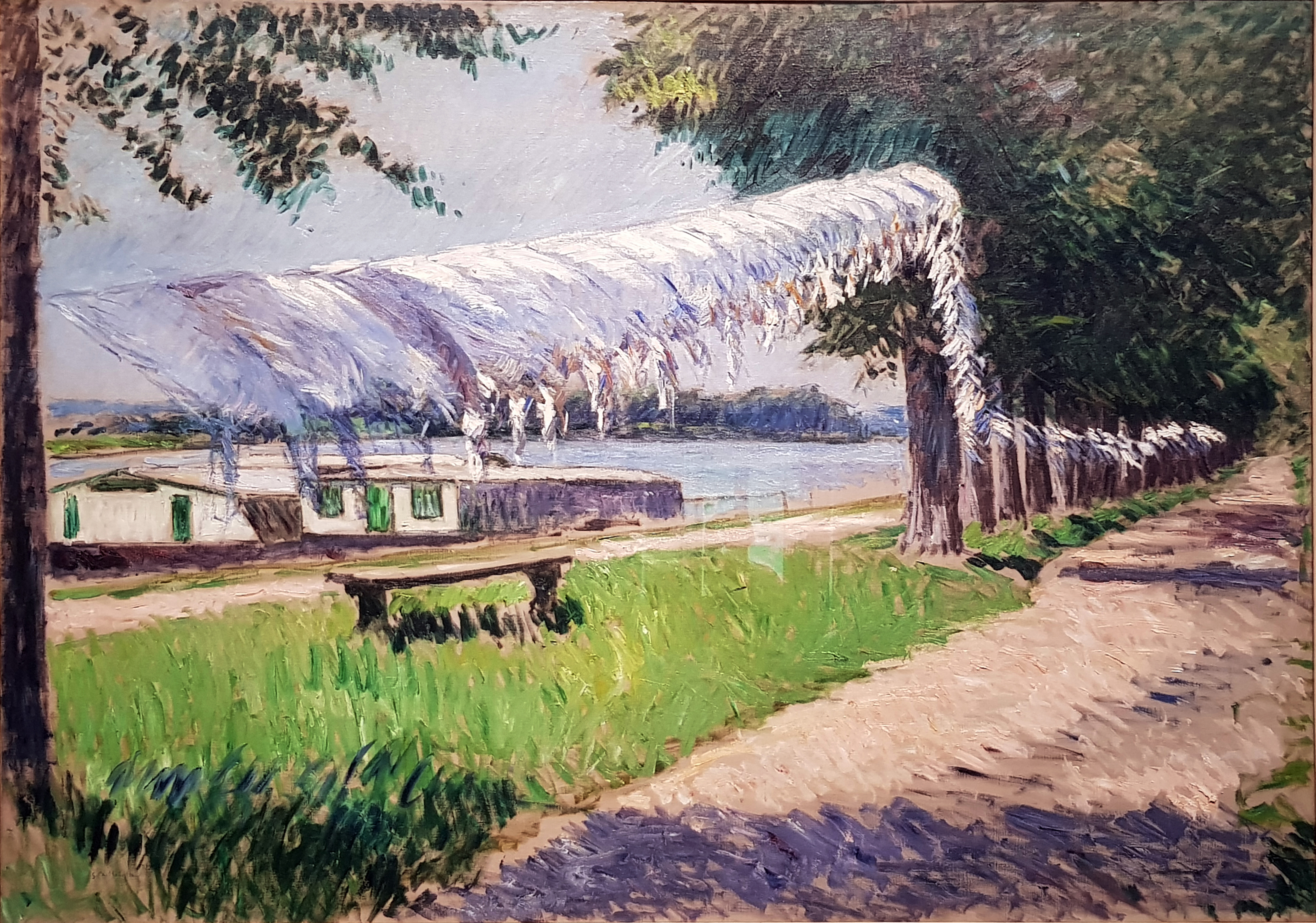
『干した洗濯物』1892年。油彩、キャンバス、105.5 × 150.5 cm。ヴァルラフ・リヒャルツ美術館。
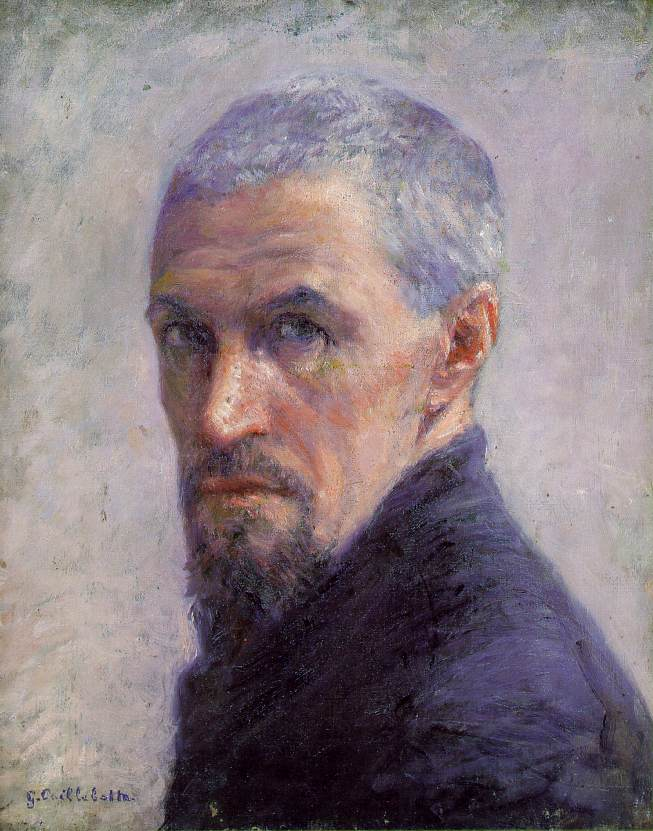
『自画像』1892年頃。油彩、キャンバス、40.5 × 32.5 cm。オルセー美術館[56]。

## コレクションの遺贈
カイユボットは、遺言書の中で、自分のコレクションを国家に遺贈しており、その遺言執行者としてルノワールを指名していたことから、ルノワールはその遺贈を実現する責任を負った。遺言には、「屋根裏部屋でも、地方の美術館でもなく、リュクサンブールへ、後にルーヴルへ」収めるようにと明記されていた。コレクションは、セザンヌ、ドガ、マネ、モネ、ピサロ、ルノワール、シスレーなど生前親しかった画家の作品と、ジャン＝フランソワ・ミレーのデッサン2点、合計67点から成っていた。
1894年3月、ルノワールは美術大臣に遺贈の件を伝え、間もなく美術館諮問委員会でリュクサンブール美術館への受入れが認められた。
しかし、遺贈の件が明らかになると、アカデミズム絵画やジャーナリズムの中から激しい反対が起き、政府は遺贈の受入れに難色を示すようになった。アカデミズム絵画の泰斗ジャン＝レオン・ジェロームは、「ここには、モネ氏、ピサロ氏といった人々の作品は含まれていないでしょうか?　政府がこうしたごみのようなものを受け入れたとなれば、道義上ひどい汚点を残すことになるでしょうから」と述べた。政府は、コレクションの一部だけを受け入れることで妥協を図り、選定委員会が設けられた結果、1896年、ようやく、40点が選ばれて美術館に受け入れられた。これらの作品は、1897年2月、リュクサンブール美術館の増設されたギャラリーに、先に買い上げられていたマネの『オランピア』やルノワールの『ピアノに寄る少女たち』とともに展示された。
なお、カイユボットは、ルノワールに対し、コレクションの中から1点を自分用に選ぶように指示したため、ルノワールはドガのパステル画『ダンスのレッスン』を選んだ。しかし、ルノワールは金策の必要が生じてこの作品をデュラン＝リュエルに売り、これを知ったドガと仲違いすることとなった。

受け入れられた主なカイユボット・コレクション
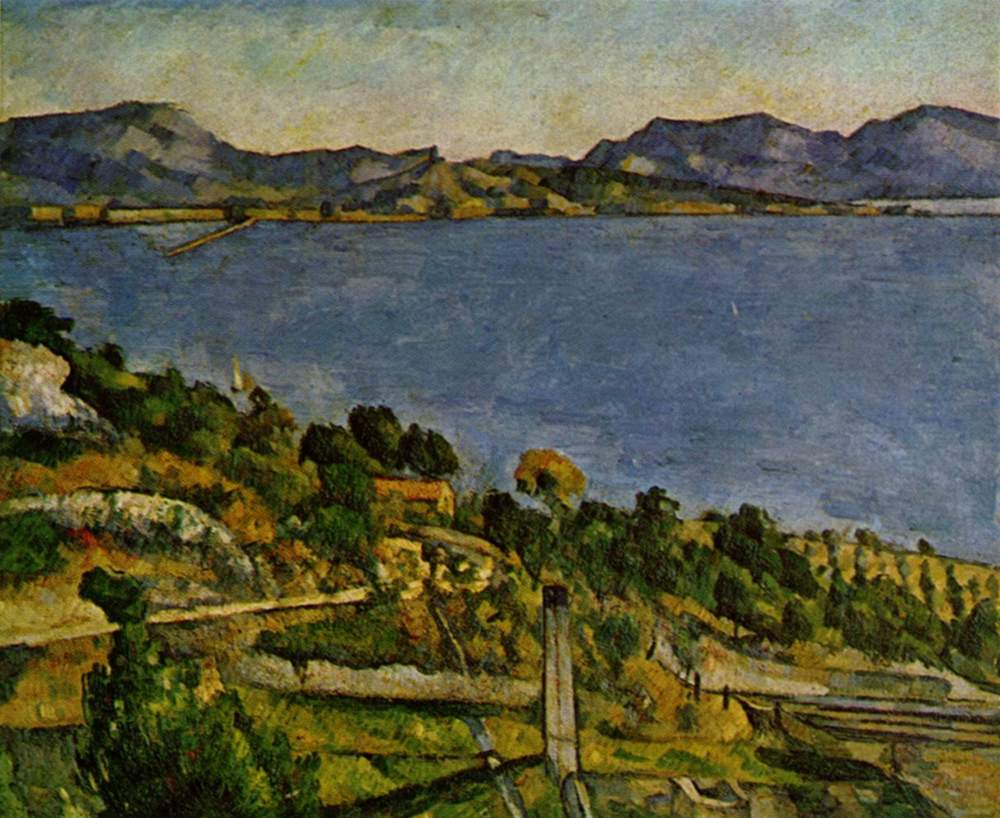
セザンヌ『エスタック』1878-79年。油彩、キャンバス、59.5 × 73.0 cm。オルセー美術館[62]。
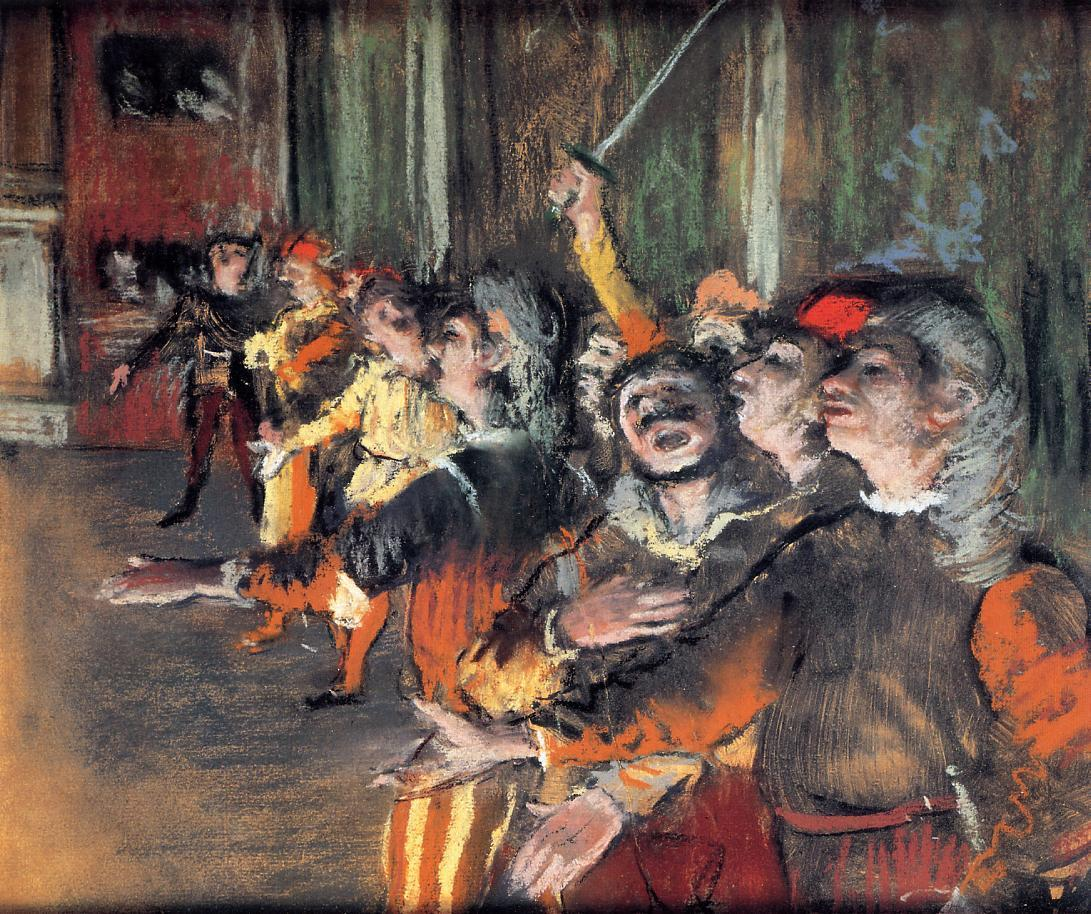
ドガ『コーラス』1877年。パステル、モノタイプ、27.0 × 32.0 cm。オルセー美術館[63]。
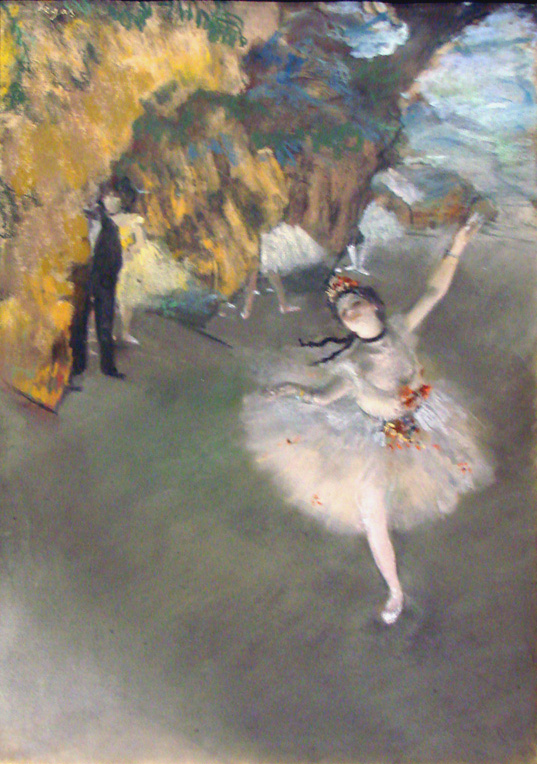
ドガ『バレエ』1876年。パステル、モノタイプ、58.4 × 42.0 cm。オルセー美術館[64]。
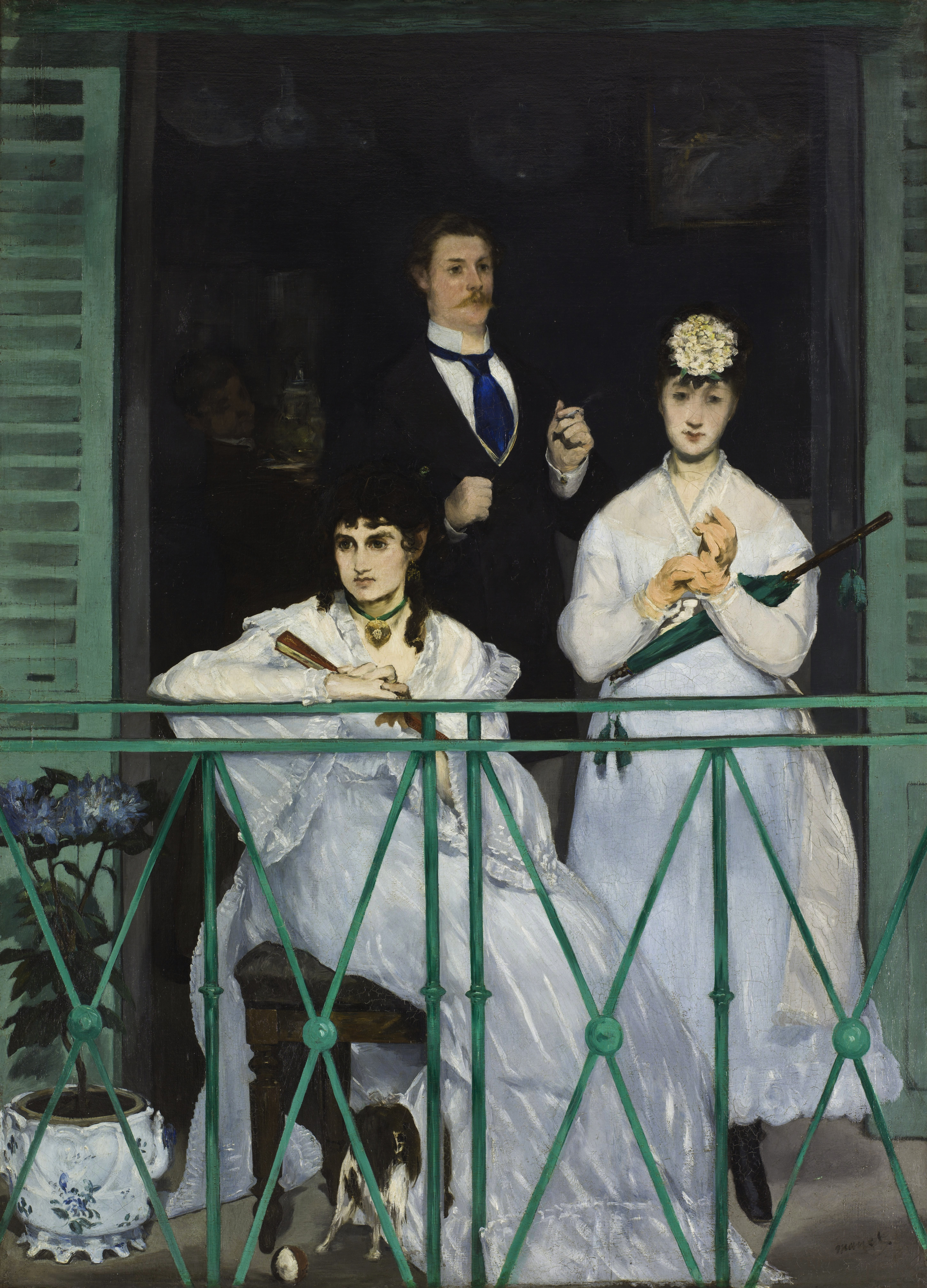
マネ『バルコニー』1868-69年。油彩、キャンバス、170 × 125 cm。オルセー美術館[65]。
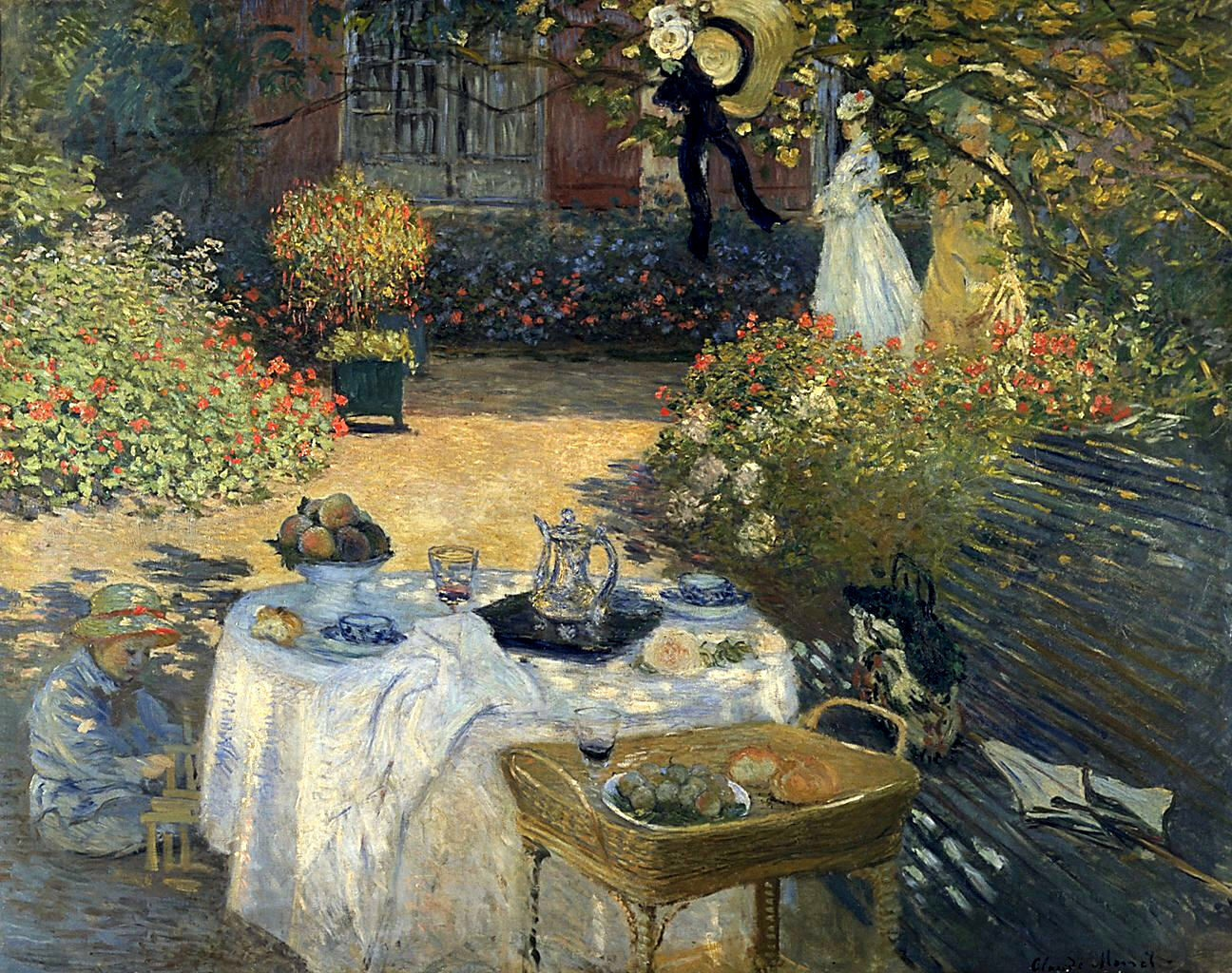
モネ『昼食』1873年頃。油彩、キャンバス、160.0 × 201.0 cm。オルセー美術館[66]。
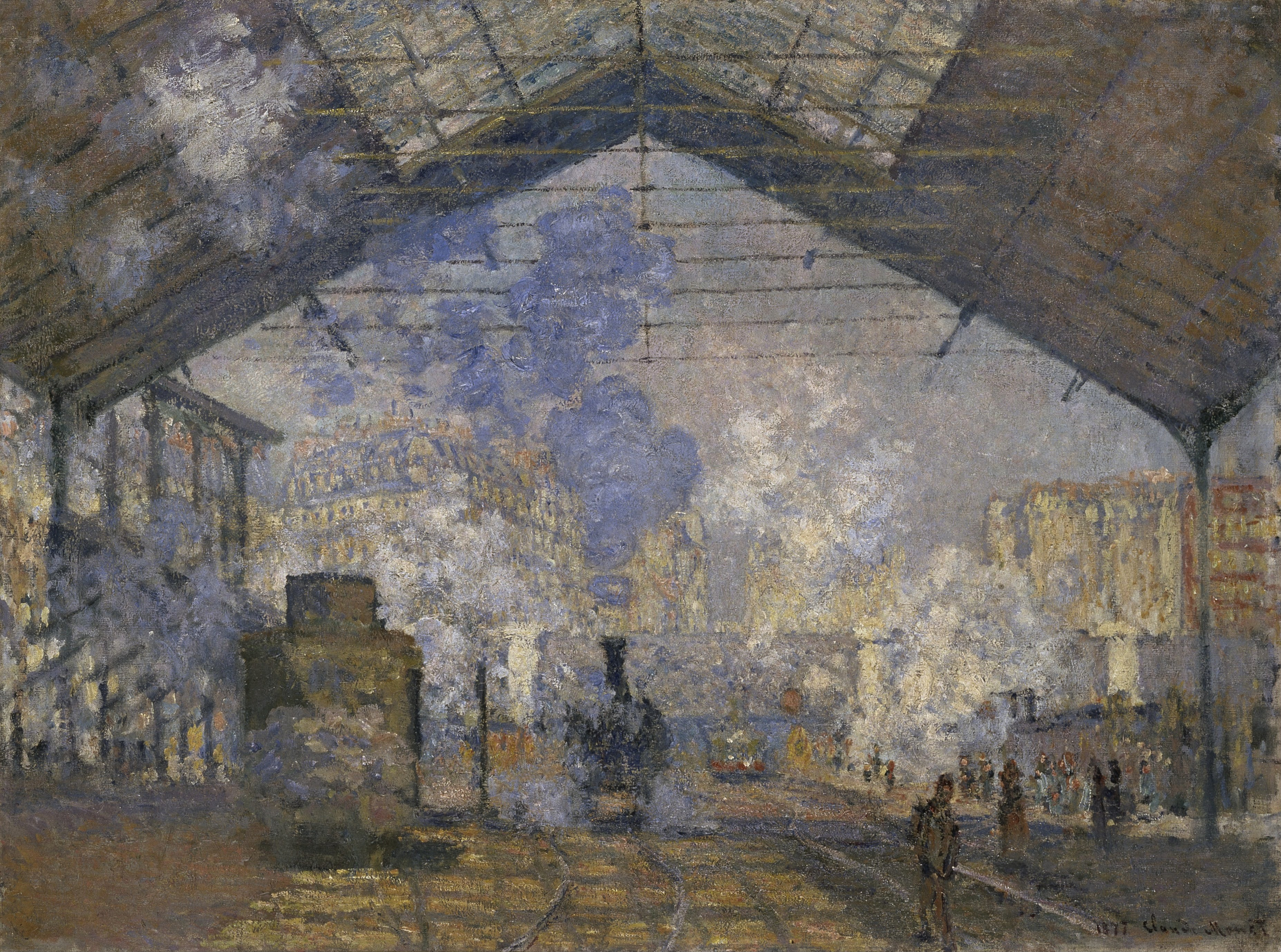
モネ『サン＝ラザール駅』1877年。油彩、キャンバス、75 × 104 cm。オルセー美術館[67]。
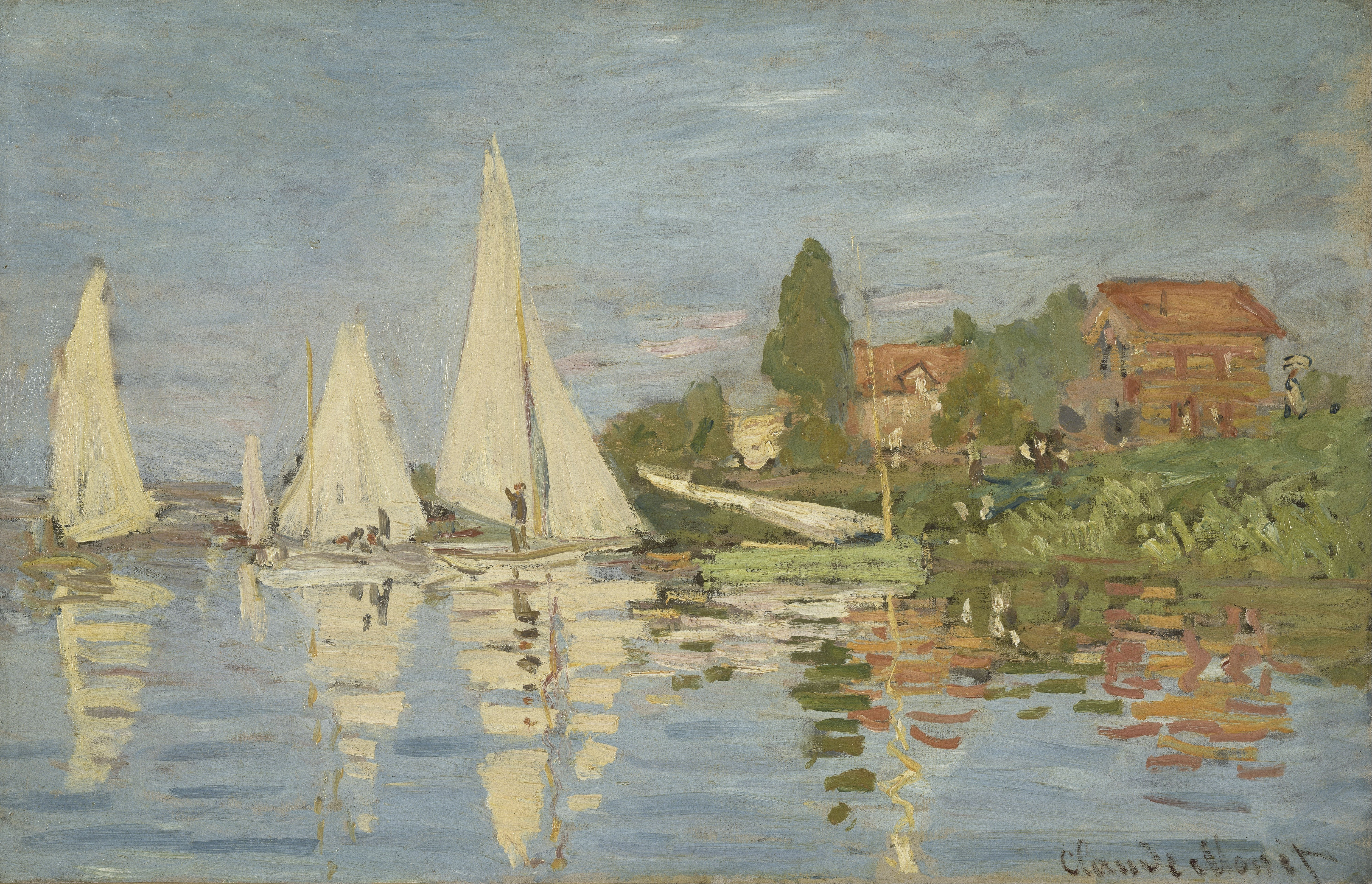
モネ『アルジャントゥイユのレガッタ（フランス語版）』1872年頃。油彩、キャンバス、48 × 75 cm。オルセー美術館[68]。
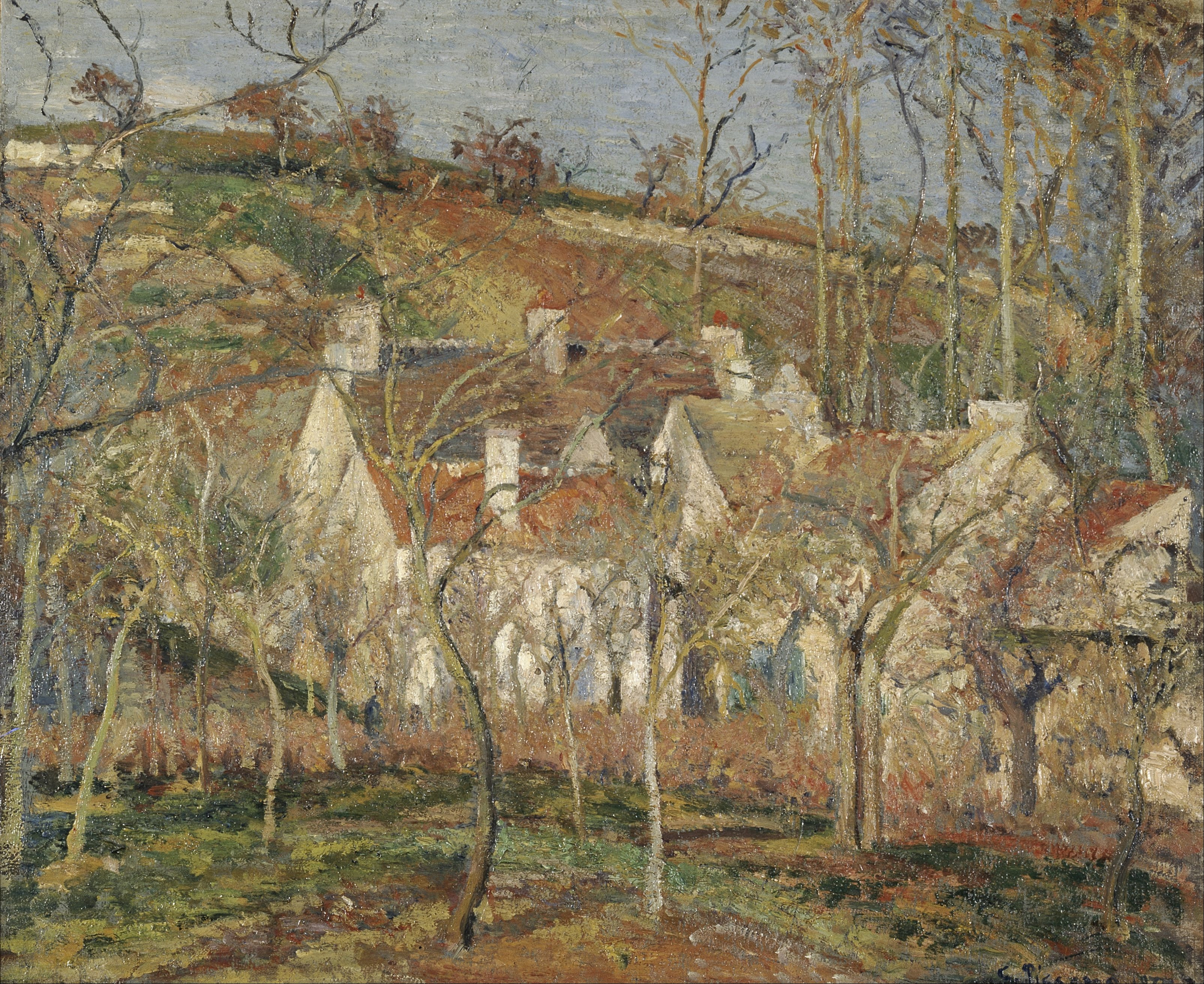
ピサロ『赤い屋根、ポントワーズのサン＝ドニの丘、冬の効果』1877年。油彩、キャンバス、54 × 65 cm。オルセー美術館[69]。
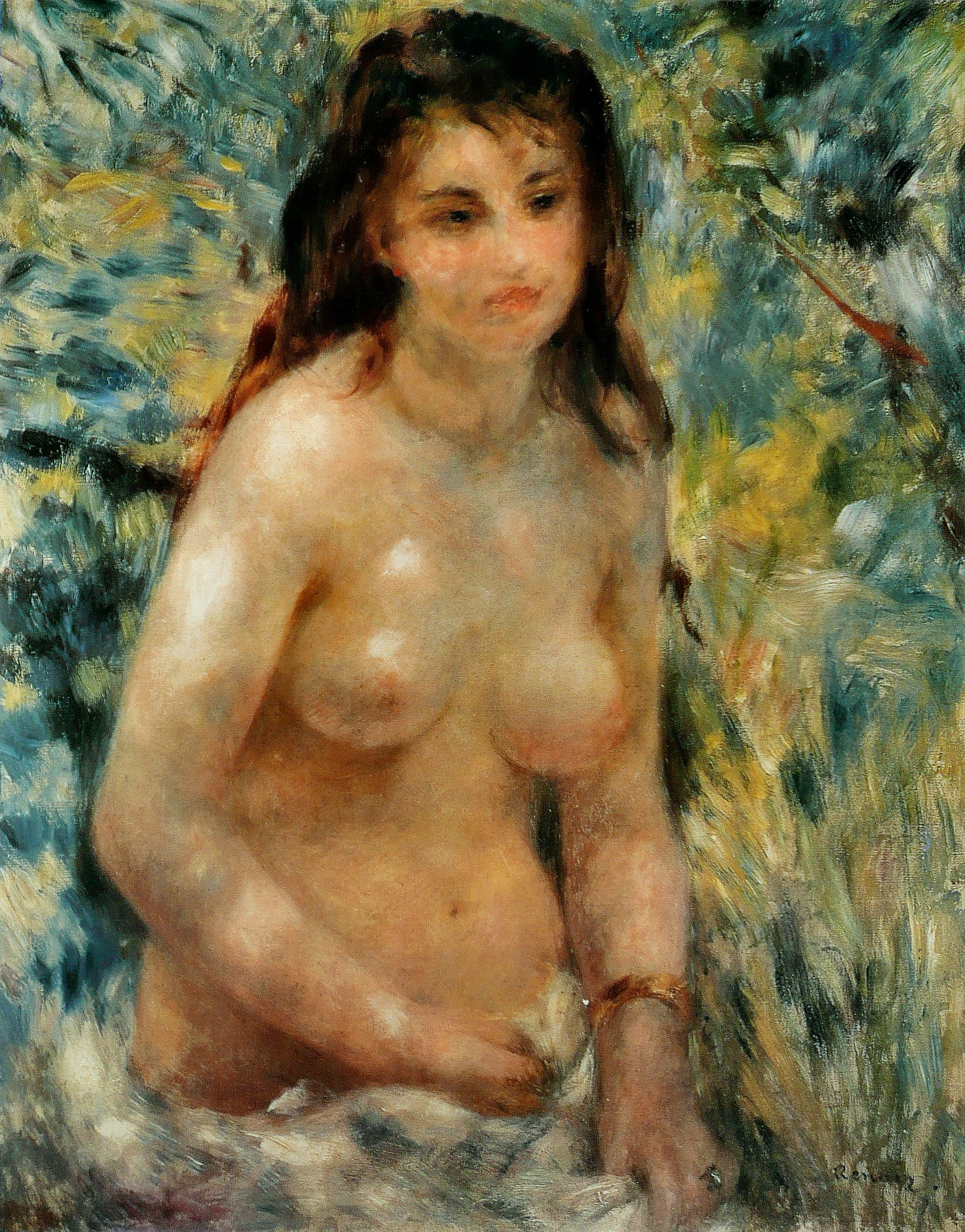
ルノワール『習作（陽光の中の裸婦）』1876年頃。油彩、キャンバス、81 × 65 cm。オルセー美術館[70]。
ルノワール『ムーラン・ド・ラ・ギャレットの舞踏会』1876年。油彩、キャンバス、131 × 175 cm。オルセー美術館[71]。
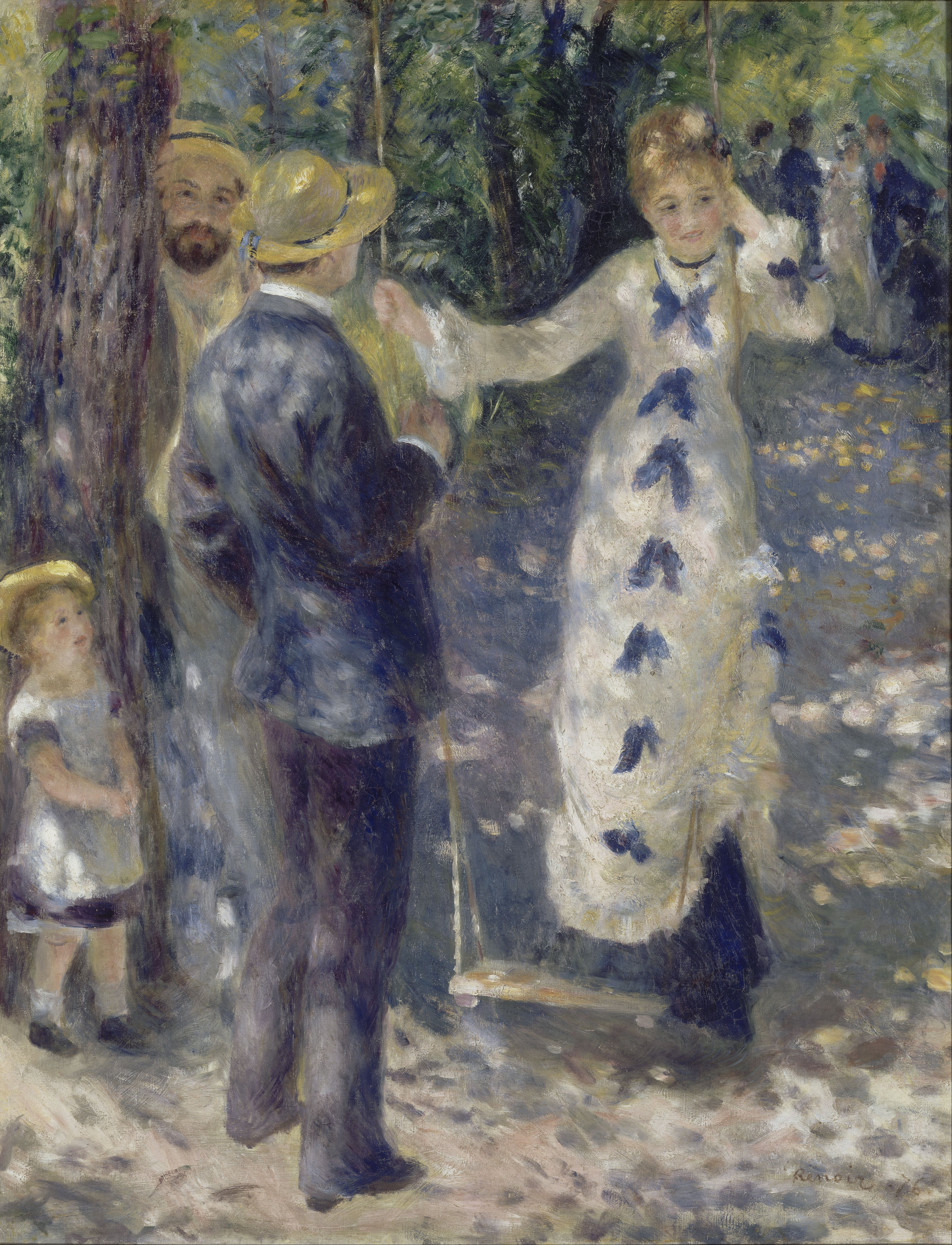
ルノワール『ぶらんこ』1876年。油彩、キャンバス、92 × 73 cm。オルセー美術館[72]。
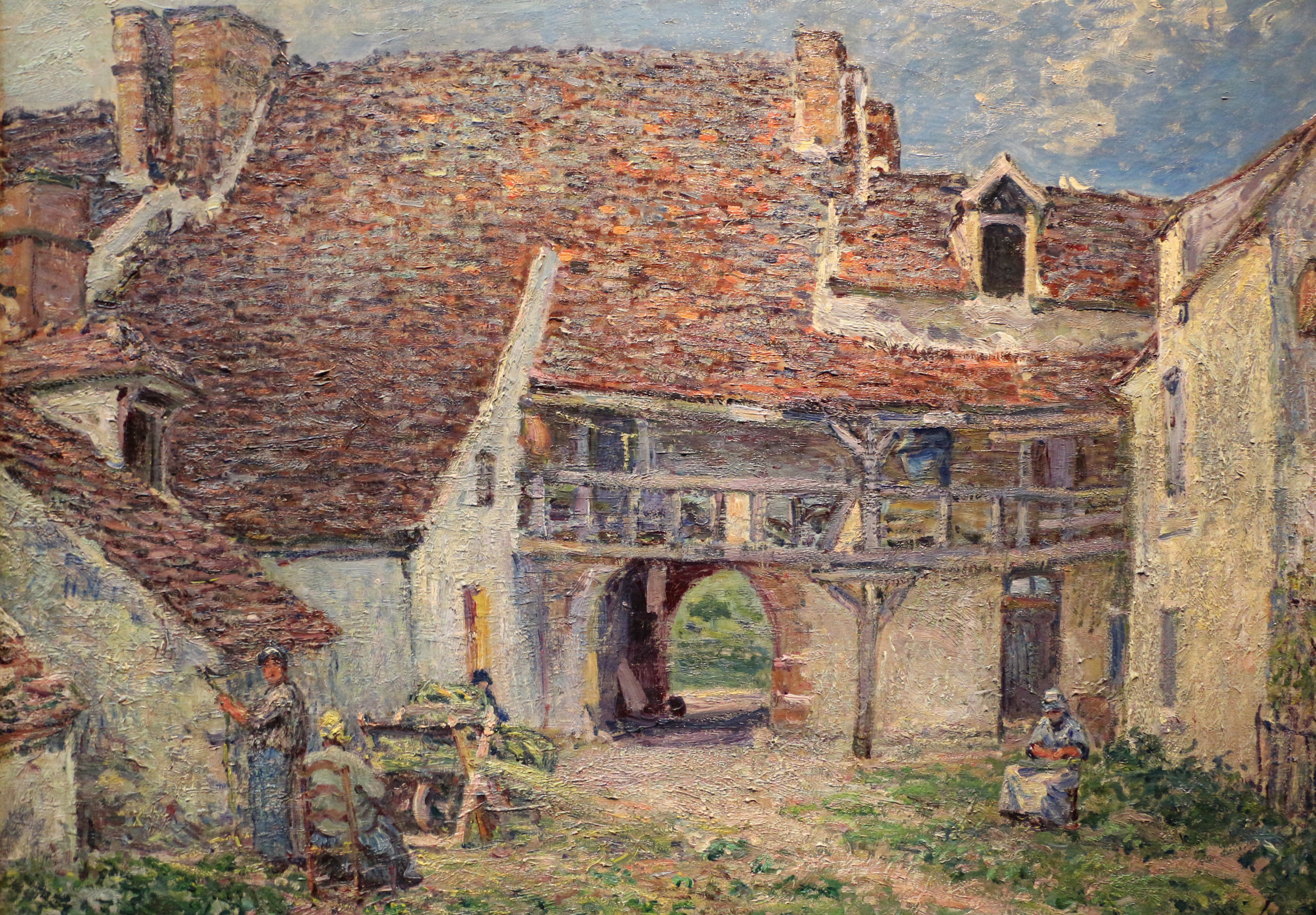
シスレー『サン＝マメスの農家』1884年。油彩、キャンバス、73.9 × 92.9 cm。オルセー美術館[73]。

## 作品
カイユボットは、批評家によって「ドガの弟子」と呼ばれたように、初期の作品にはドガの影響が強く出ている。第2回印象派展に出品した『床削り』は、写実主義と正確なデッサンが特徴であり、その現代性で注目を浴びた。
その後、『パリの通り、雨』や『ヨーロッパ橋』のように多くの都市風景を描いたが、色が明るさを増したほかは、当初の写実性が残っている。イエール川のカヌーを描いた作品や、『カフェにて』といった生活情景画は、人物が中心的役割を果たし、遠近法やコントラストを強調した構成的なものとなっている。
1880年代、モネやルノワールが印象主義を離れ、場所的にもアルジャントゥイユを離れたちょうどその頃、カイユボットはアルジャントゥイユの真向かいにあるプティ・ジュヌヴィリエに移り住み、印象主義的な傾向に接近していった。『アルジャントゥイユのヨット』や『干した洗濯物』はその代表例である。
カイユボットの作品は、20世紀前半までは、遺族のもとにとどめられ、市場に出回ることがなかったため、画家としての評価は遅れたが、優れた作品は多い。再発見のきっかけとなったのは、ウィルデンシュタイン社がパリのギャラリーで開いた回顧展であった。1964年、『パリの通り、雨』がシカゴ美術館に収蔵されるなど、公的な認知が進んだ。

## 趣味
カイユボットは、数々の趣味を持っていた。当時のフランスで、切手専門のクラブ、雑誌、交換所などができるなど、流行していたこともあって、1877年か1878年頃から、弟マルシャルとともに本格的な切手収集家となった。毎朝、切手の選別、吟味に費やしていたという。ただ、約10年後、マルシャルが結婚した頃、切手集めからは遠ざかった。
1888年にプティ・ジュヌヴィリエに移ってからは、造園に熱中し、徐々に庭園を拡大していった。また、マルシャルとともにヨットを楽しみ、1879年以降、兄弟の名はヨット愛好家の間で知られるようになった。数々の大会で優勝しており、ヨットにかけた時間とエネルギーと資金の量を推して知ることができる。1882年からは、友人の技師の助けを借りて独自のヨットを設計し、1886年にはプティ・ジュヌヴィリエにヨット工場を作っている。